# Lillafüred
Lillafüred (Miskolc-Lillafüred) Miskolc településrésze, de a város belterületétől több kilométerre helyezkedik el, tulajdonképpen az agglomerációban. Miskolc egyik legmagasabban fekvő része, a Bükk-vidéken, a Szinva és a Garadna patak összefolyásánál, a 2505-ös közút mentén. Turisztikai szempontból jelentősége kiemelkedő, ez az egyik legjelentősebb turisztikai település a Bükk-vidéken.

## Földtani felépítése
A kisvasút állomásával szemben, függőleges helyzetbe billenve állnak a hámori dolomit rétegei. Ezek a földtörténet triász időszakában, mintegy 200 millió éve rakódtak le tengeri élőlények mészvázának törmelékeiből. Az üledékek képződését szigetív típusú vulkanizmus szakította meg. Ennek terméke, az andezit az autóbusz-megálló környékén tekinthető meg. Az eredetileg vízszintesen települt rétegeket az alpi hegységképződés erői billentették ki eredeti helyzetükből. A mélyen eltemetett kőzetek ekkor az oldalirányú erők hatására átpalásodtak.

## Története
A Garadna-völgyben a két patak összefolyásánál kialakult kisebb, természetes tavat 1813-ban egy völgyzáró gáttal visszaduzzasztották, hogy biztosítsák a vashámorok – vízzel hajtott pörölyök – működéséhez szükséges vizet.
Gróf Bethlen András mezőgazdasági miniszter az 1890-es évek elején elhatározta, hogy a Hámori-tó közelébe kormányüdülőt építtet. A település nevét Bethlen unokahúgáról, Vay Erzsébetről kapta, akinek a beceneve Lilla volt (Lilla Vay Elemérnek, Borsod vármegye akkori főispánjának testvére volt).
Amikor 1921-ben Horthy Miklós kormányzó gróf Bethlen Istvánt kinevezte miniszterelnöknek, az új kormányfő a Népszövetség támogatásából építtette fel a Palotaszállót. 1926–1930 között Pávai-Vajna Ferenc geológus kutatott itt meleg vizet, de a fúrás 734,5 méter mélyen félbemaradt; helyén ma emlékmű áll. Az építést napjainkig több nagy idegenforgalmi fejlesztés követte.
A Szinva eredetileg a Hámori-tóba torkollott, a Lillafüredi-vízesést a Palotaszálló építésekor alakították ki. Ma ez Magyarország legmagasabb vízesése.
Korábban, a rendszerváltás előtt egy Sziklának nevezett rejtélyes katonai objektum is működött a Hámori-tó partján. Ez később diszkónak adott helyet, majd turistaszállás volt, jelenleg kihasználatlan. Az állomásépületben egykor postahivatal is működött.
Lillafüred Hámorhoz tartozott 1950-ig, amikor a községet Miskolchoz csatolták.

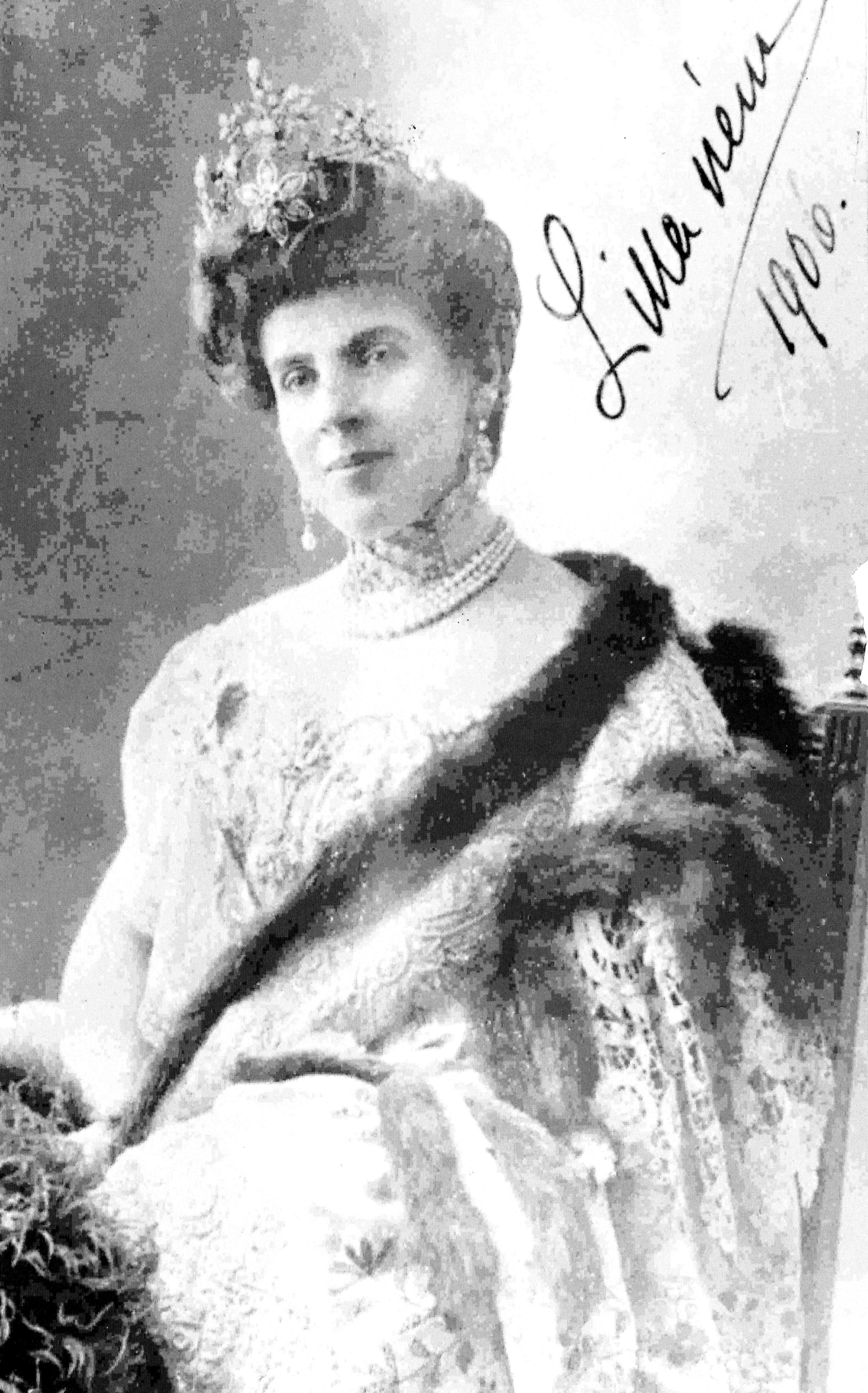
Gróf Pejácsevich Tivadarné szül. vajai Vay Erzsébet (Lilla) bárónő
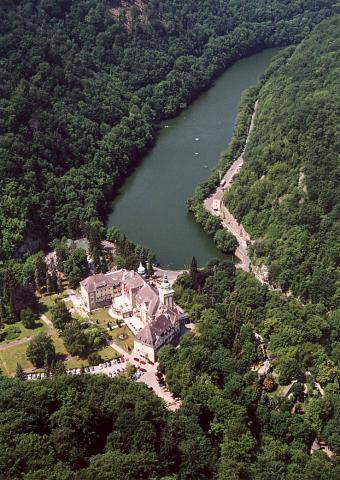
A Hámori-tó és a Palotaszálló légi fotón
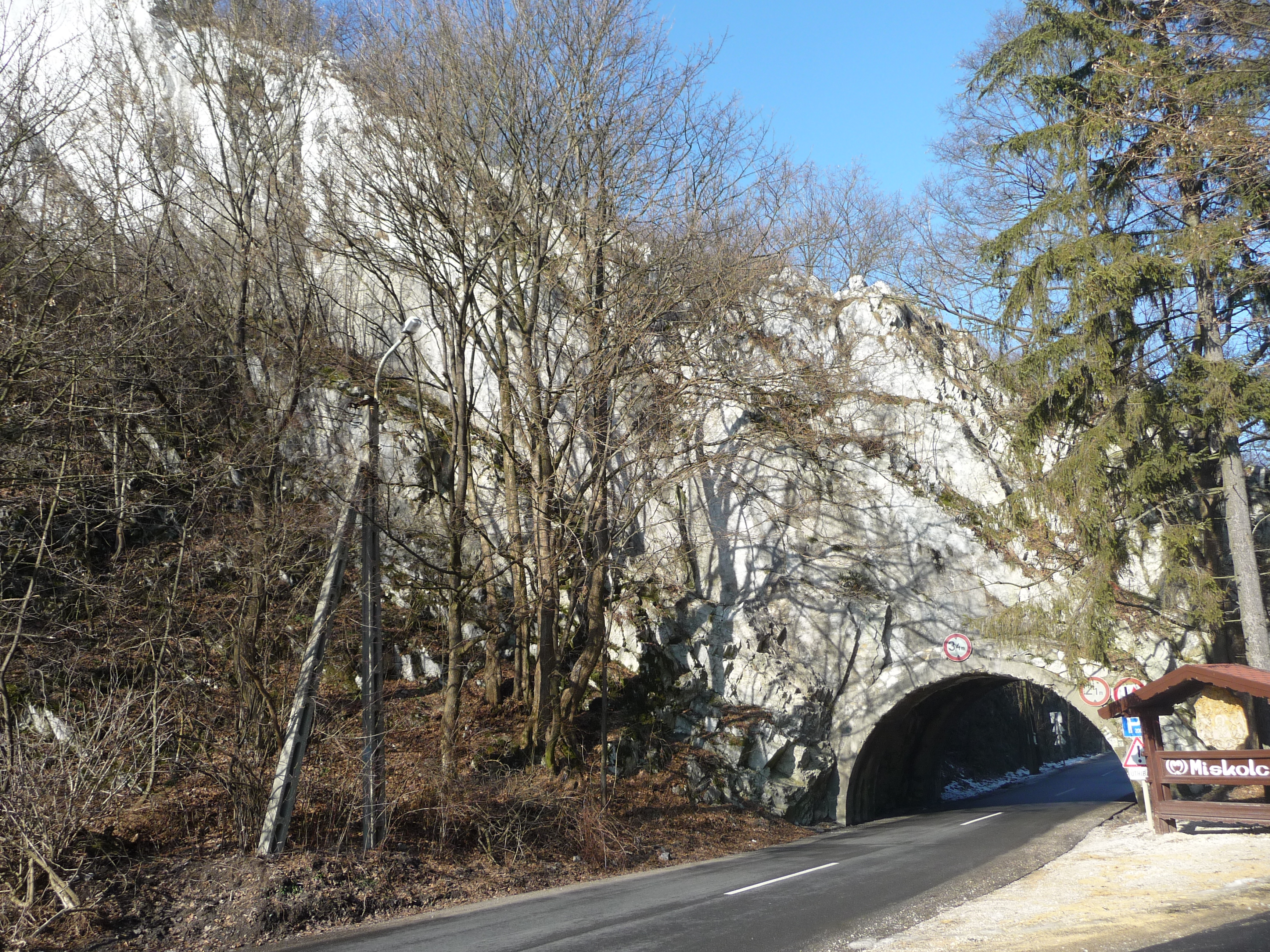
A hámori dolomitba vágott kőkapu a Szinva-völgyben
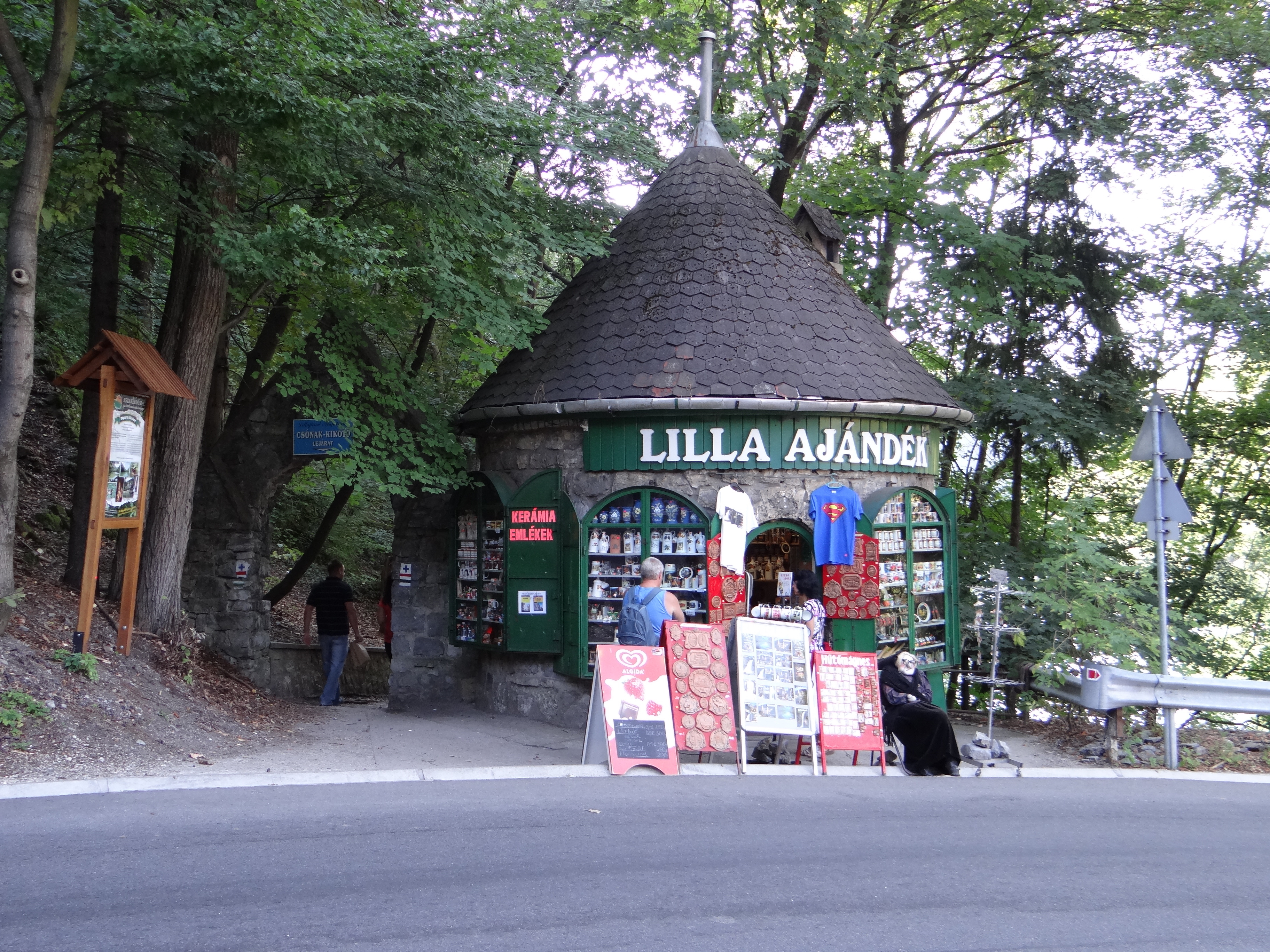
Ajándékbolt
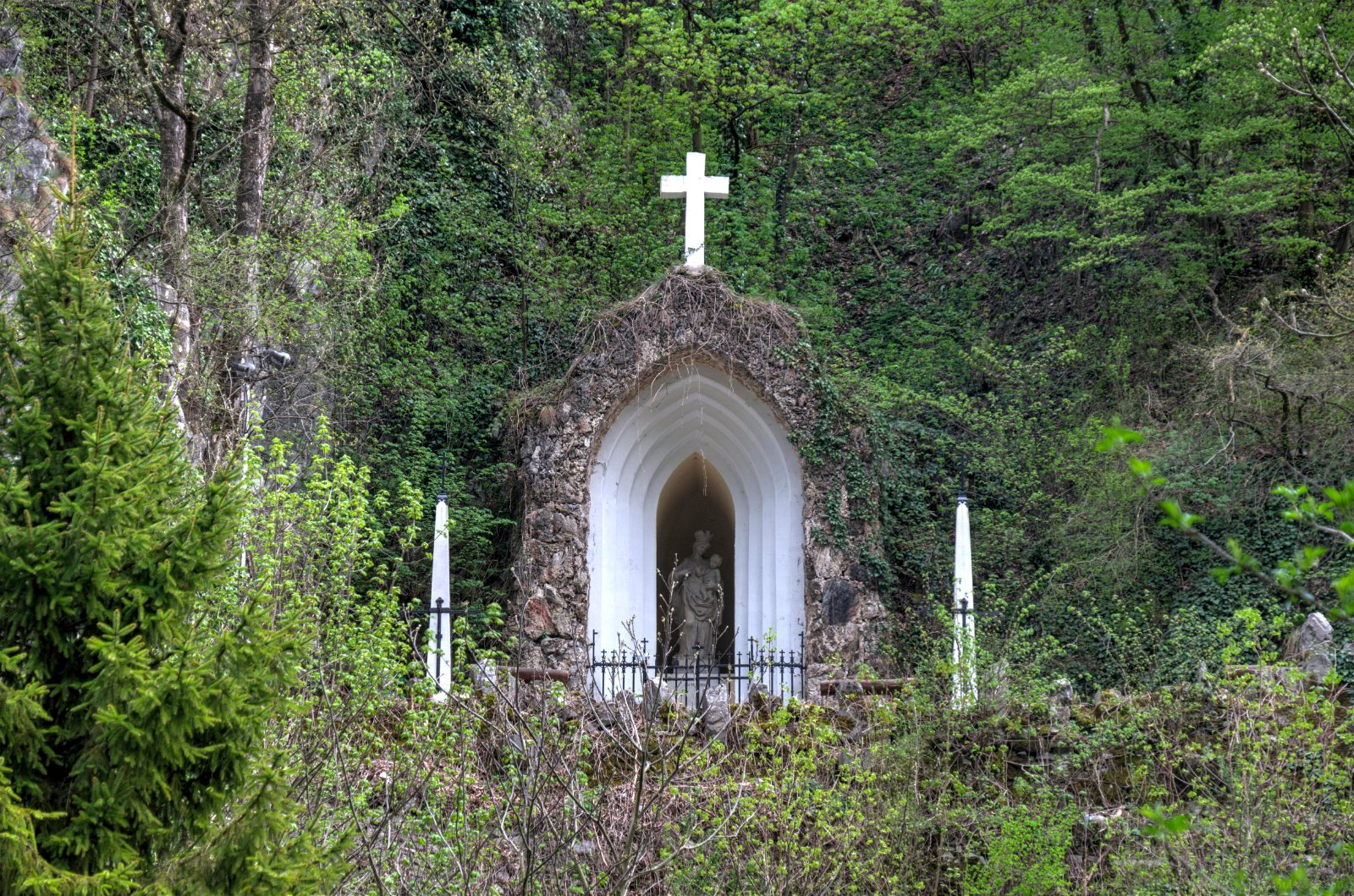
Madonna és a gyermek Jézus, sziklakápolna a hegyoldalban

## Látnivalók

### A Palotaszálló
A híres szálloda 1925 és 1929 között épült Lux Kálmán tervei alapján, neoreneszánsz stílusban. Mayer János, akkori földművelésügyi miniszter avatta fel. A szálló egyik étterme a közelmúltban reneszánsz étteremmé átalakított Mátyás étterem, ólomüveg ablakai a történelmi Magyarország várait ábrázolják. Az épületektől a Szinva-források felé hatalmas park terül el, botanikai ritkaságokkal.

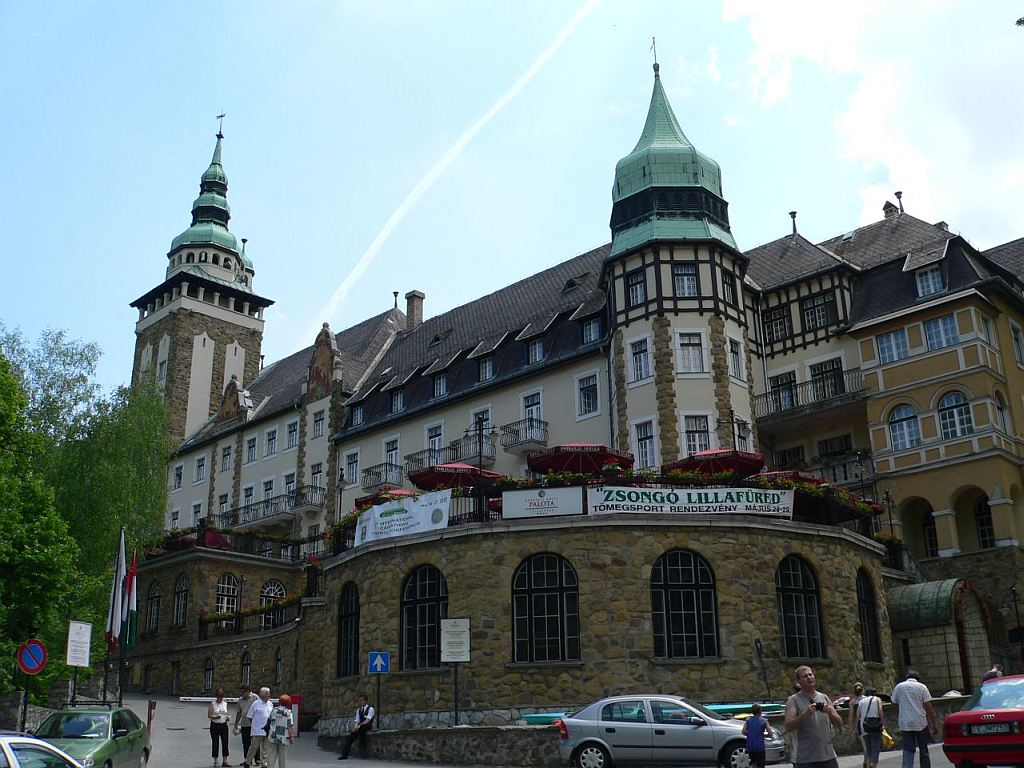
A Palotaszálló
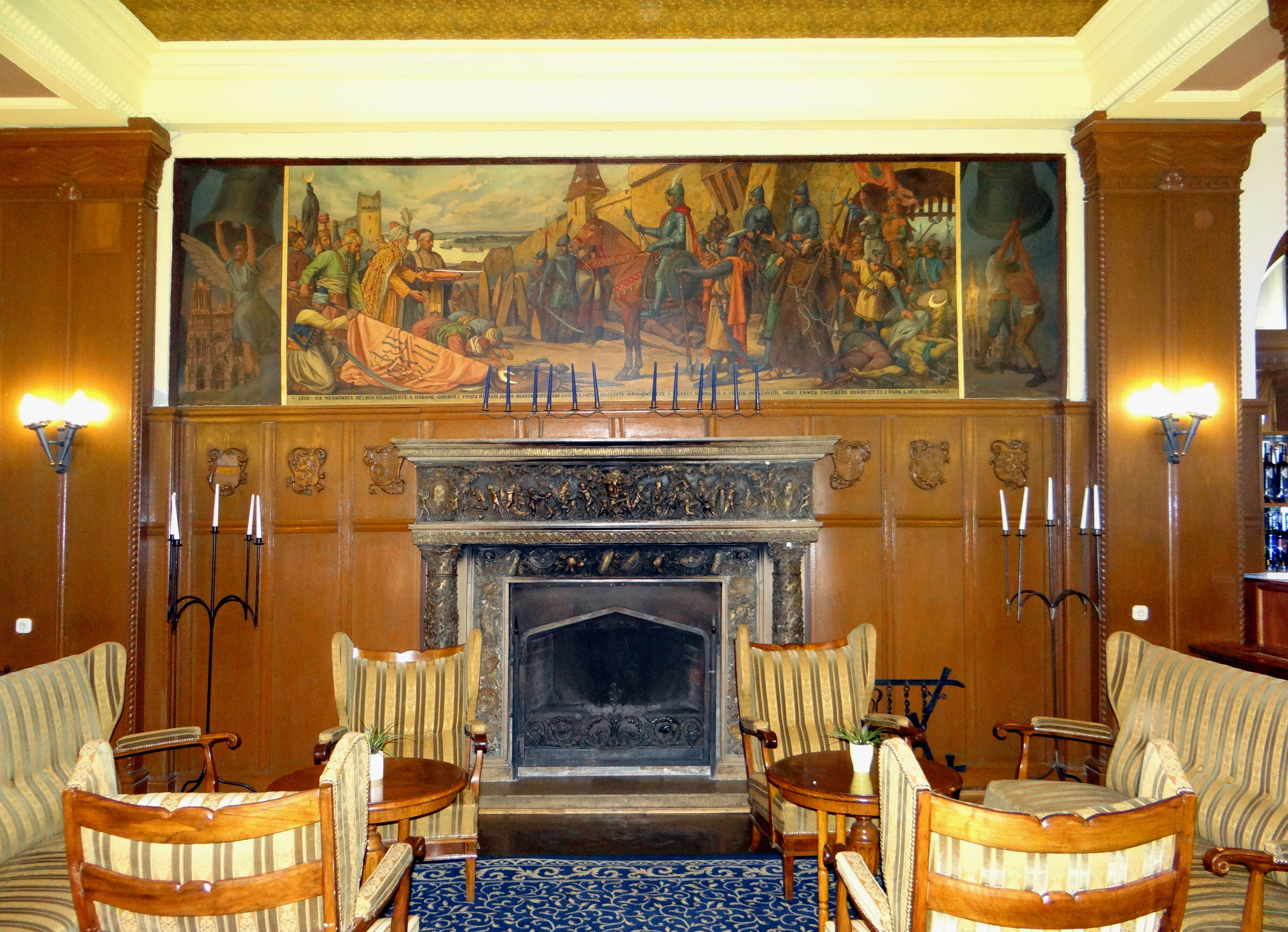
A szálló belső tere
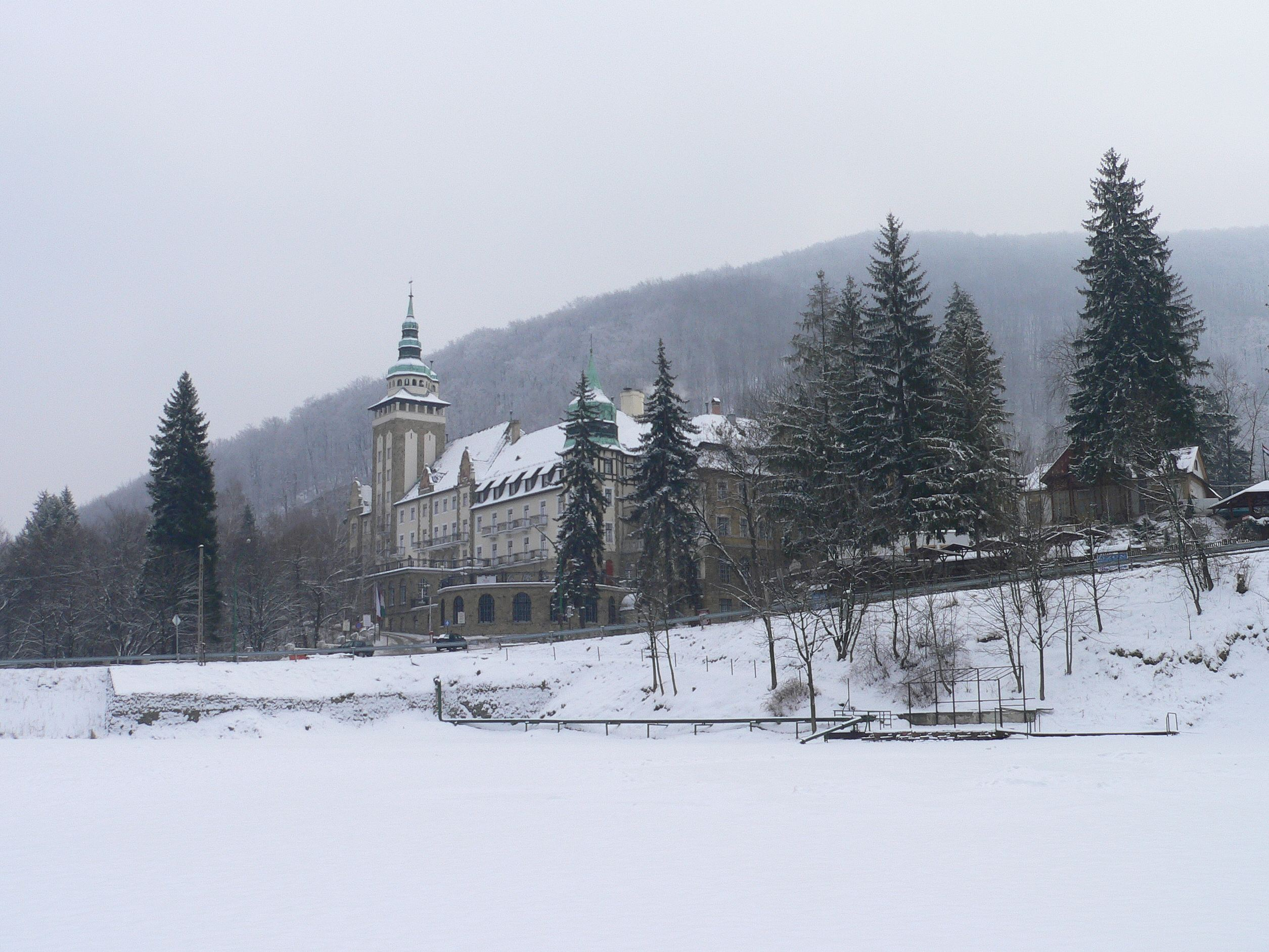
A Palotaszálló télen
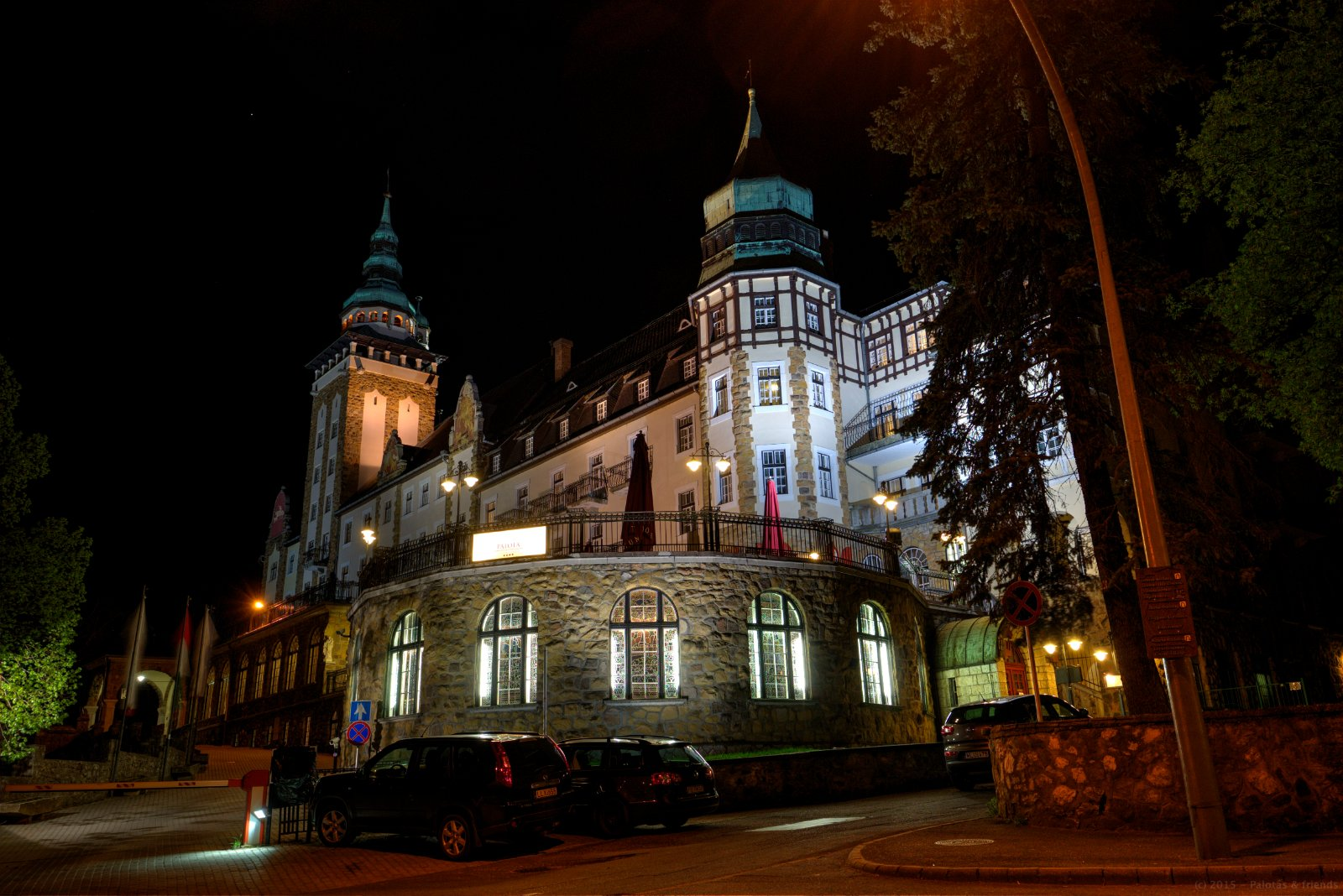
Éjszakai felvétel

### Függőkert
A Palotaszálló egy meredek emelkedő tetején található, és ennek megerősítésére egy támfalakkal tagolt teraszos sétányrendszert alakítottak ki. Innen nyílik az Anna-mésztufabarlang és több kisebb kőfülke, itt áll József Attila szobra és István főherceg látogatásának emlékoszlopa; a sétányról szépen látszik hazánk legmagasabb szabad esésű 20 méter magas vízesése. A függőkertet két oldalról a Szinva, illetve a Garadna határolja, tetején a szálló áll, az aljáról kőhídon át Felsőhámor faluba sétálhatunk.

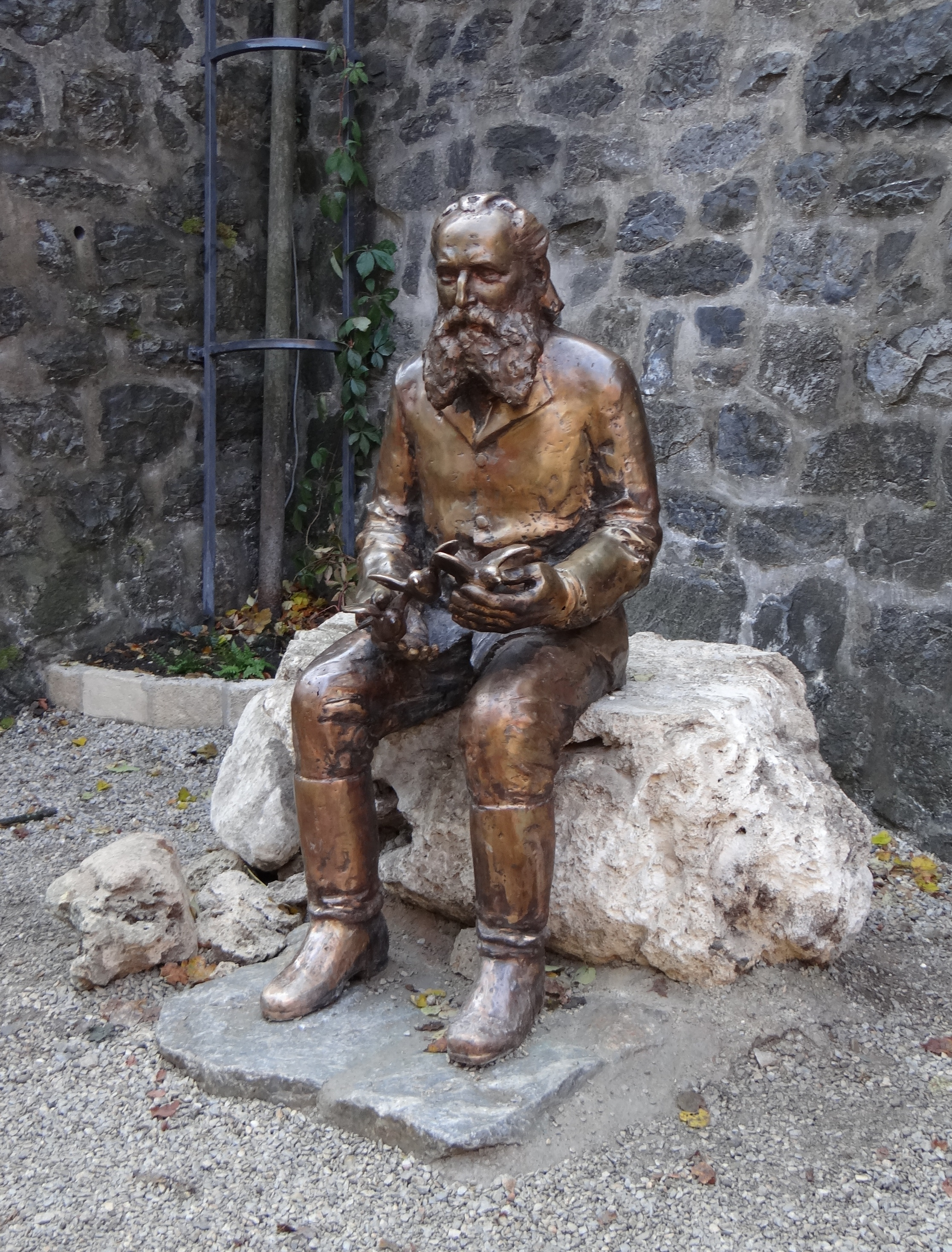
Herman Ottó szobra
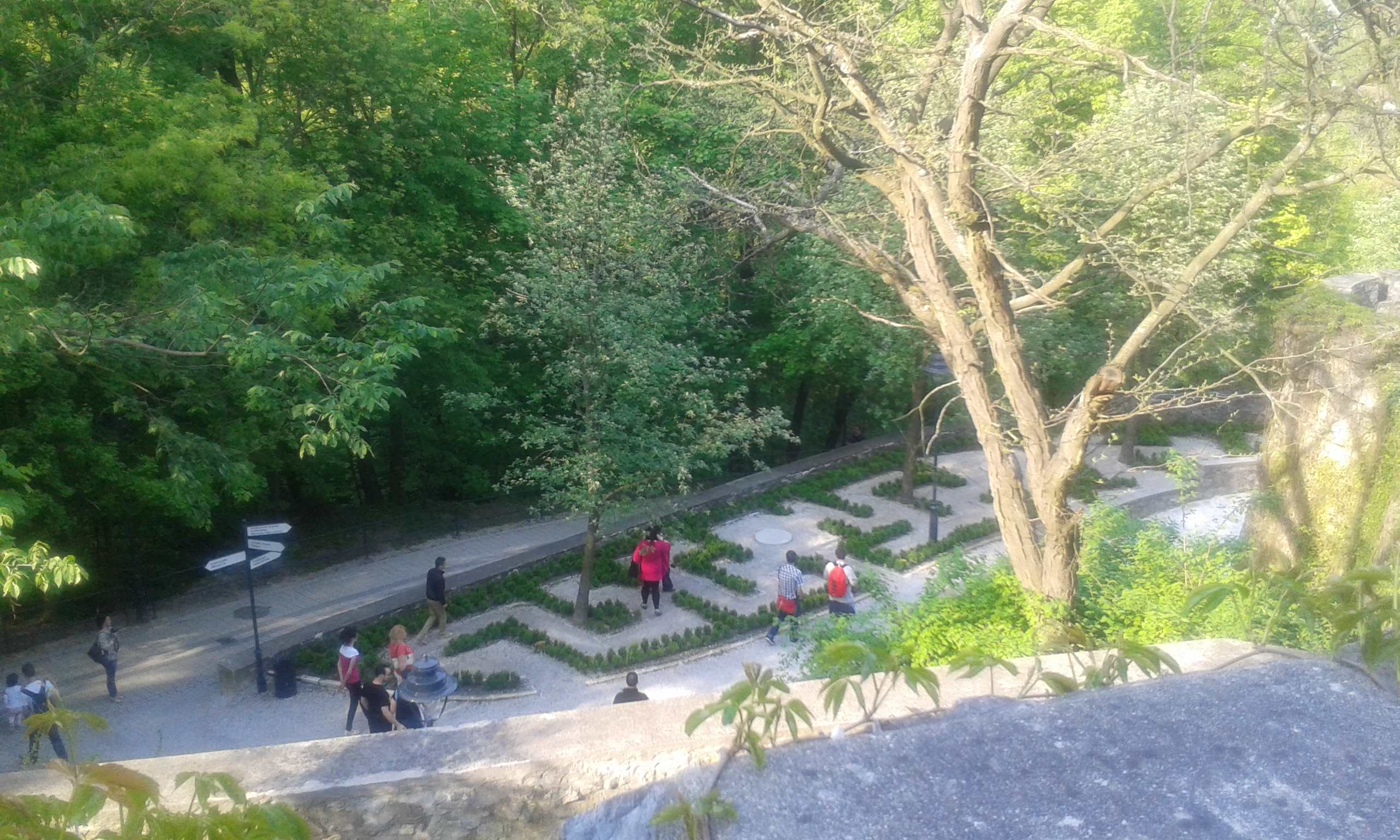
A „labirintus”
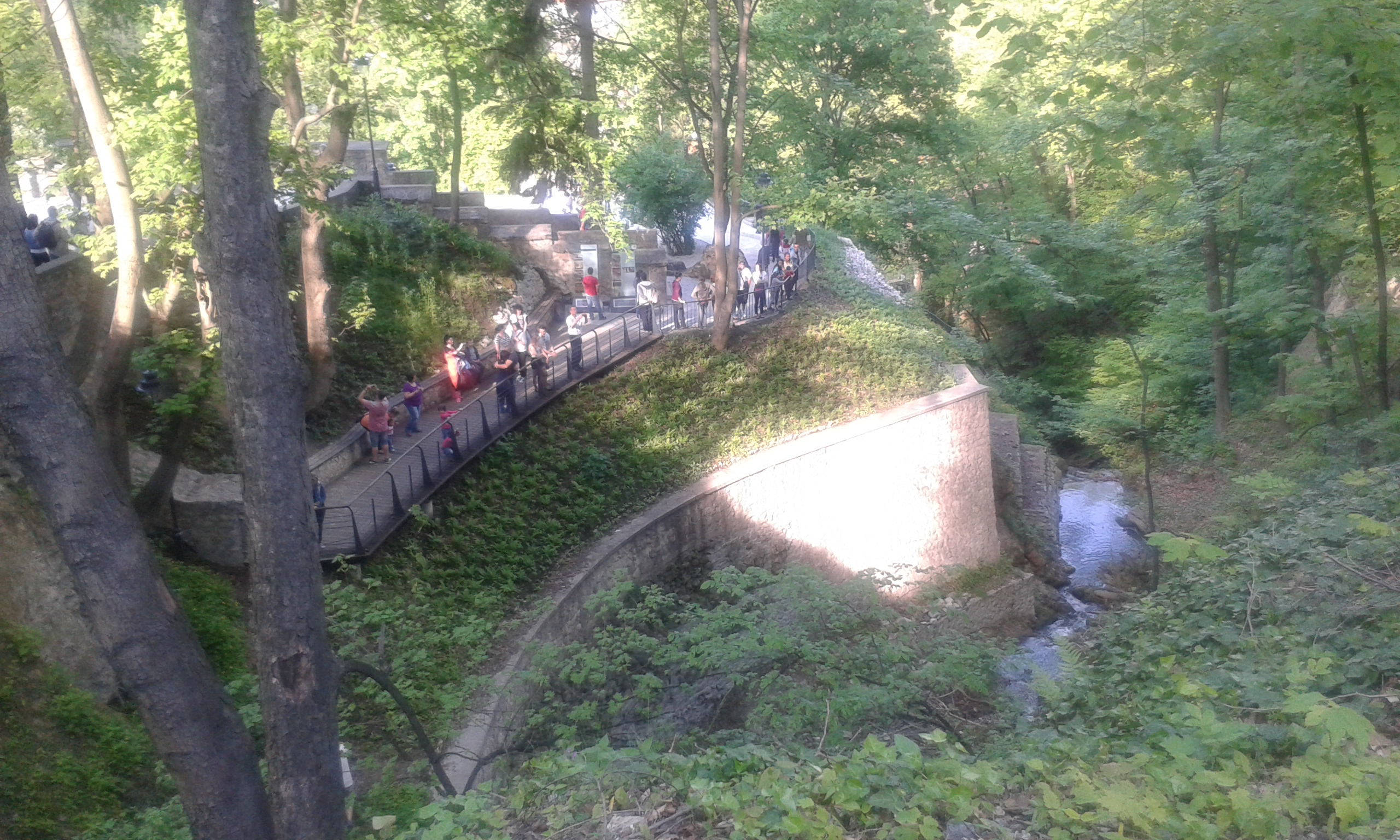
Innen lehet megnézni a vízesést
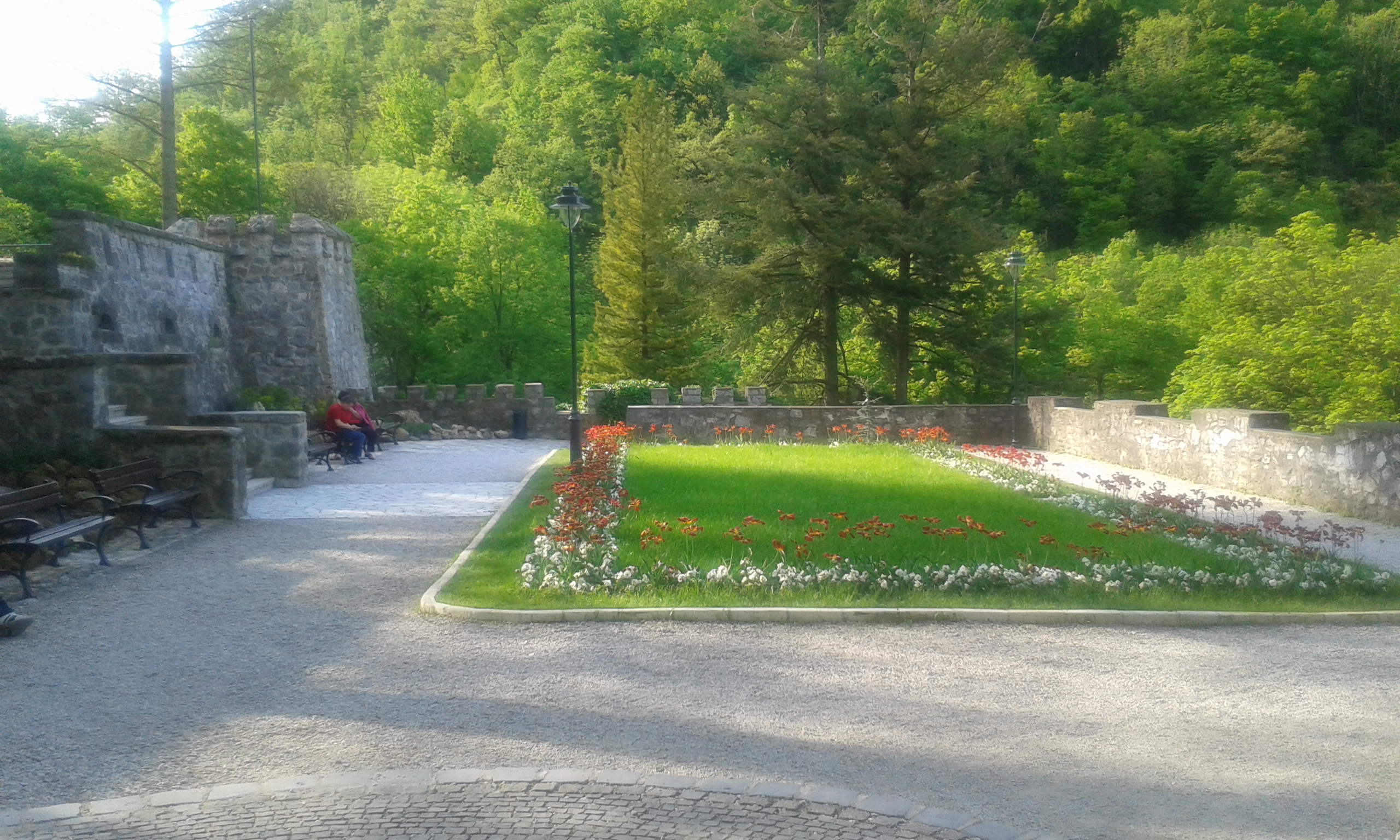
Függőkertrészlet

### Lillafüredi Állami Erdei Vasút
Az erdészet építette 1920-ban kisvasutat (keskeny nyomtávú vasúti vonalat), elsősorban teherszállítási céllal. A menetrend szerinti személyszállítás igen korán, már 1923-ban megindult, így a Zsuzsi Vasúttal holtversenyben Magyarországon itt indult meg először a személyszállítás az erdei kisvasutak körében. Több szempontból is különleges, hiszen ezen a kisvasúton van Magyarország jelenleg legnagyobb kisvasúti hídja (Mélyvölgyi-híd), a nyitott személykocsi-állomás jelentős (⅔) része idén már 97 éves, továbbá itt közlekedik a világ első keskeny nyomtávtávolságú hibrid mozdonya. Jelenleg turisztikai célokra használják. Indulási állomása Miskolcon a Kilián városrészben van, és Garadnáig közlekedik, télen fűtött kocsikkal. Megrendelésre a szárnyvonalon Andó-kút felé is elmegy a vonat. Lillafürednél két alagút található a vasútvonalon. Az állomásépületben rendezték be a Kelet-bükki erdőgazdálkodás és a LÁEV története kiállítást. Ez május 1. és szeptember 30. között látogatható szerdától vasárnapig és minden hónap második keddjén 9–17 óra között, szezonon kívül külön kérésre.

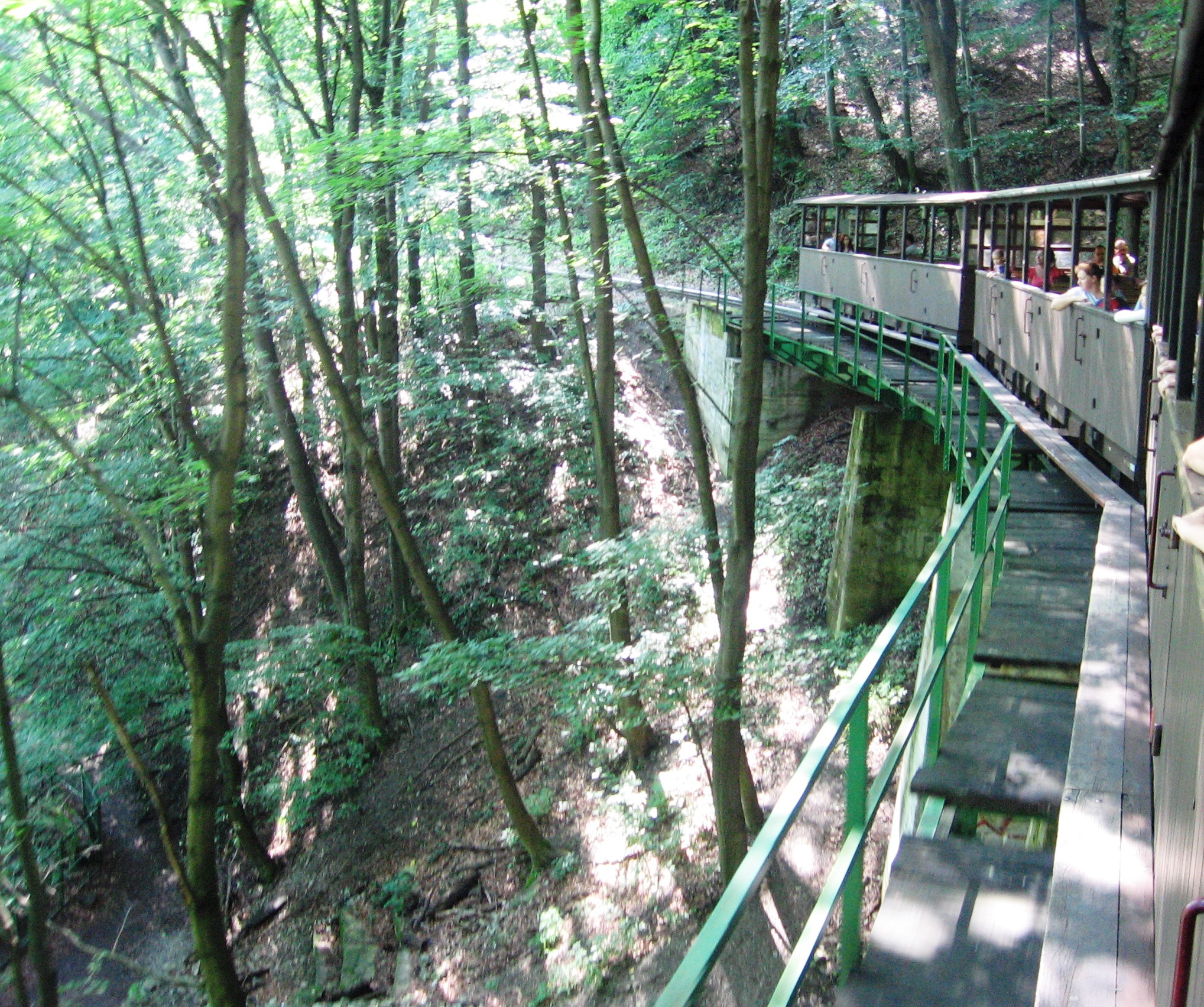
A görbe híd
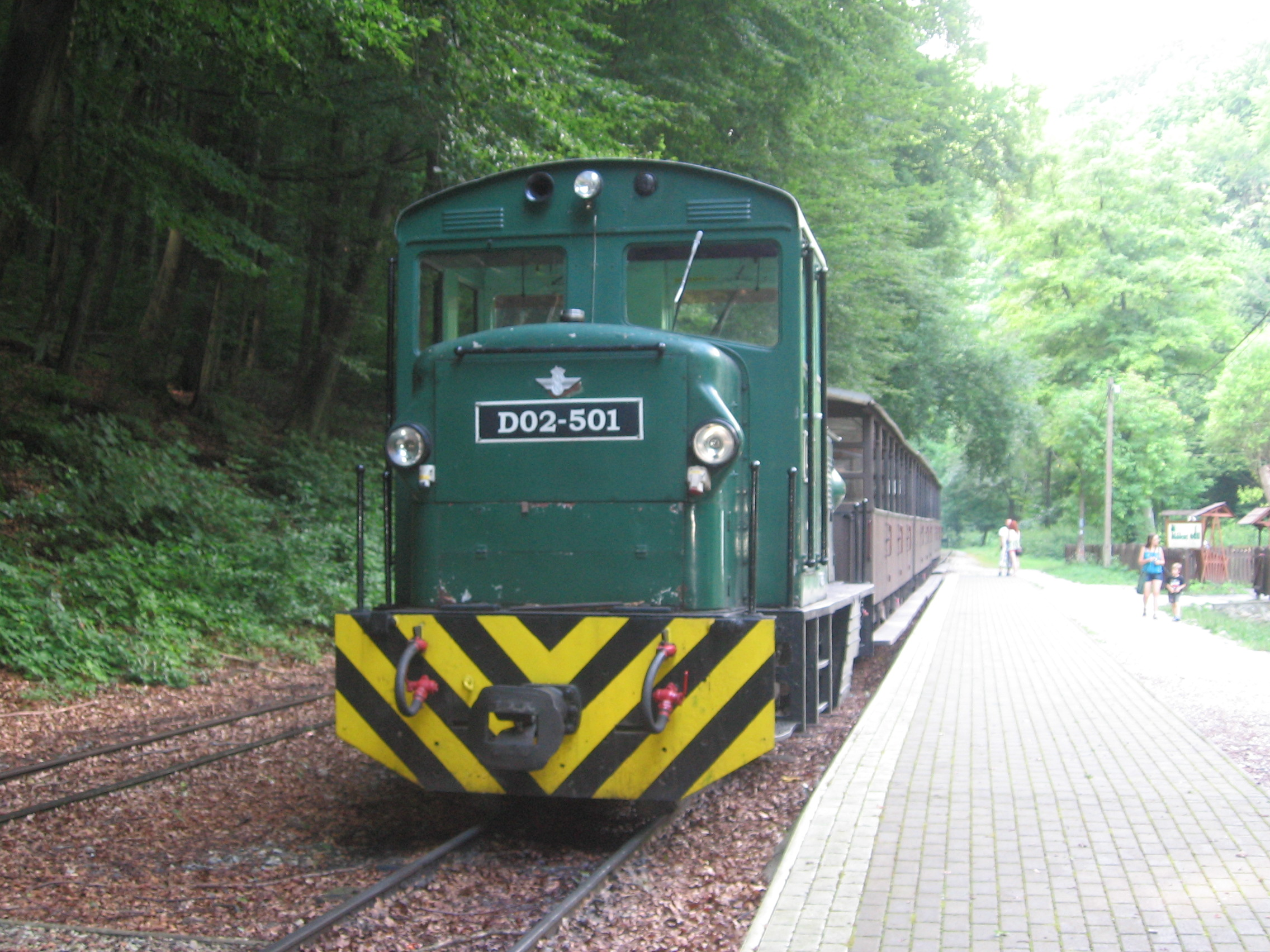
Garadna végállomás
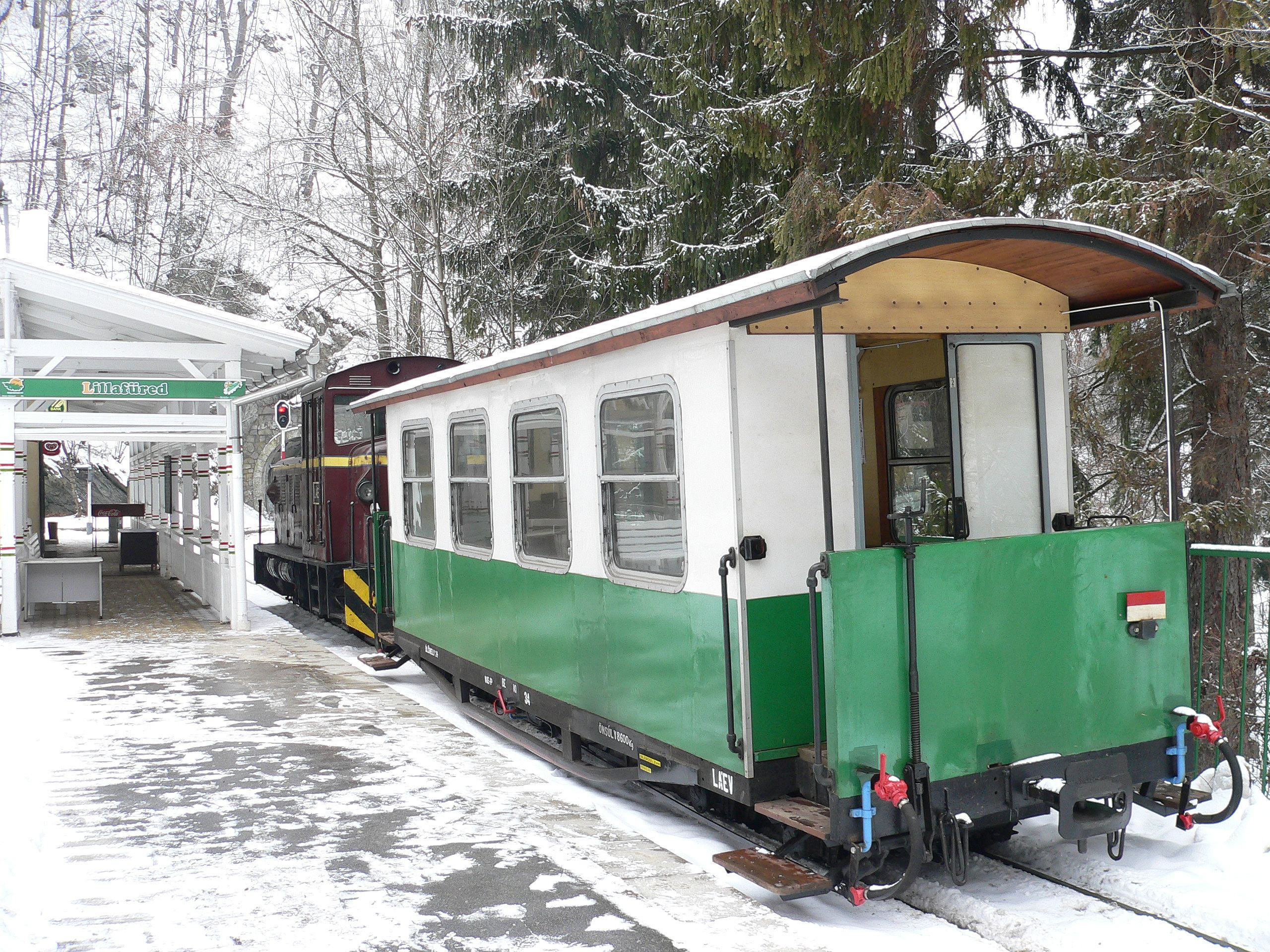
Lillafüred télen
- Szerelvény a Puskaporosnál

### Lillafüredi-vízesés
A Palotaszálló építése előtti beszámolók már említést tesznek a Szinva patak eredeti vízeséséről, ami a Palotaszálló építése, illetve a tereprendezési munkálatok elvégzése előtt a Garadna patakkal együtt ömlött a Hámori-tóba. A 20 m magas vízesés létrejötte nem természetes, a Palotaszálló építése miatt el kellett terelni a Szinvát. A sétányról, ami nagyjából a vízesés felénél éri el a vízesést, a korlát mellett egy ösvényen biztonságosan le lehet jutni a vízesés alá. Mivel a vízművek a Szinva vizének jelentős részét elvezeti a szárazabb hónapokban a patakmederben csak nagyon kevés víz folyik, ezért, ha a túlzottan száraz időjárás úgy kívánja, a tóból emelnek át ide annyi vizet, hogy a vízesés látványa megmaradjon.

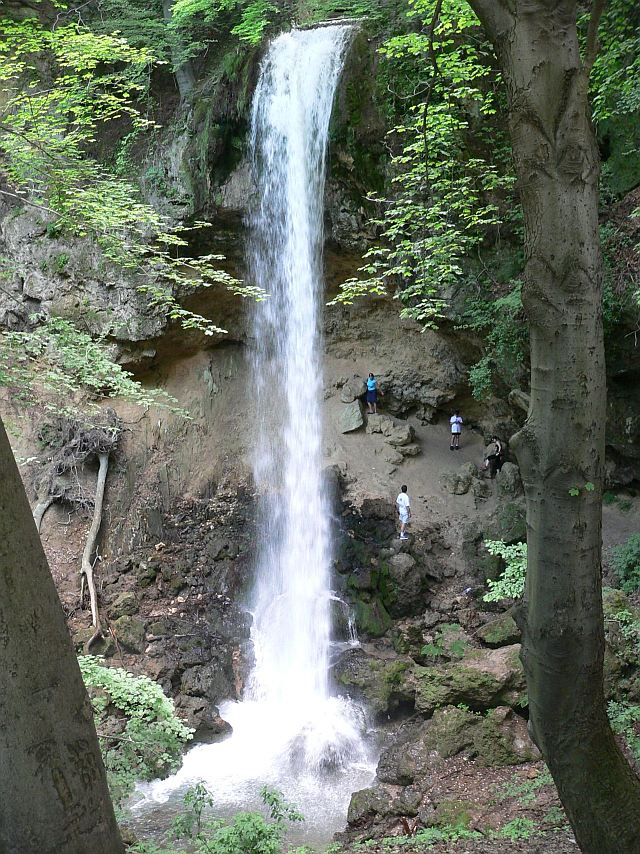
Nagy vízhozam idején
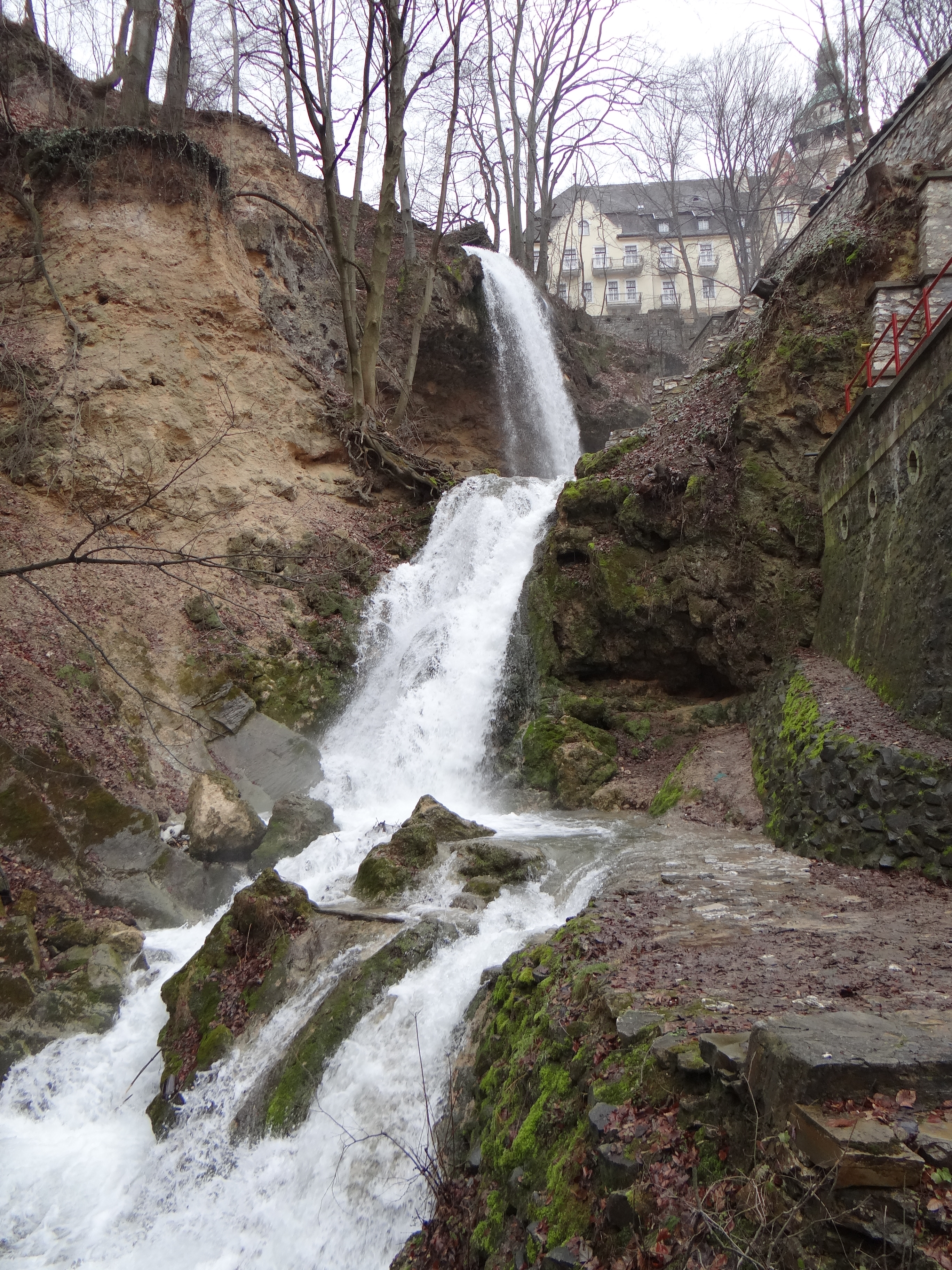
Nagy vízhozam idején
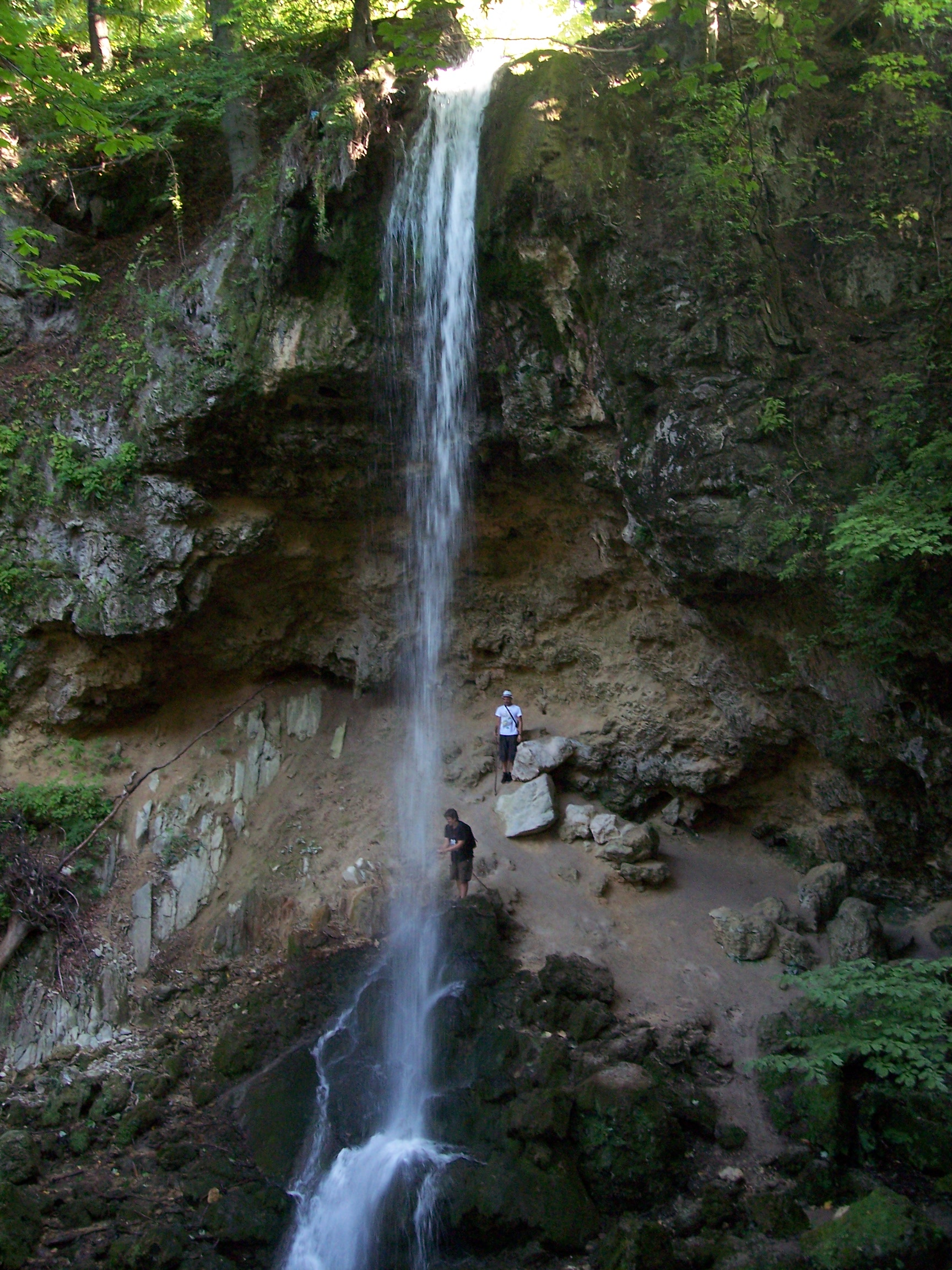
Kis vízhozam idején
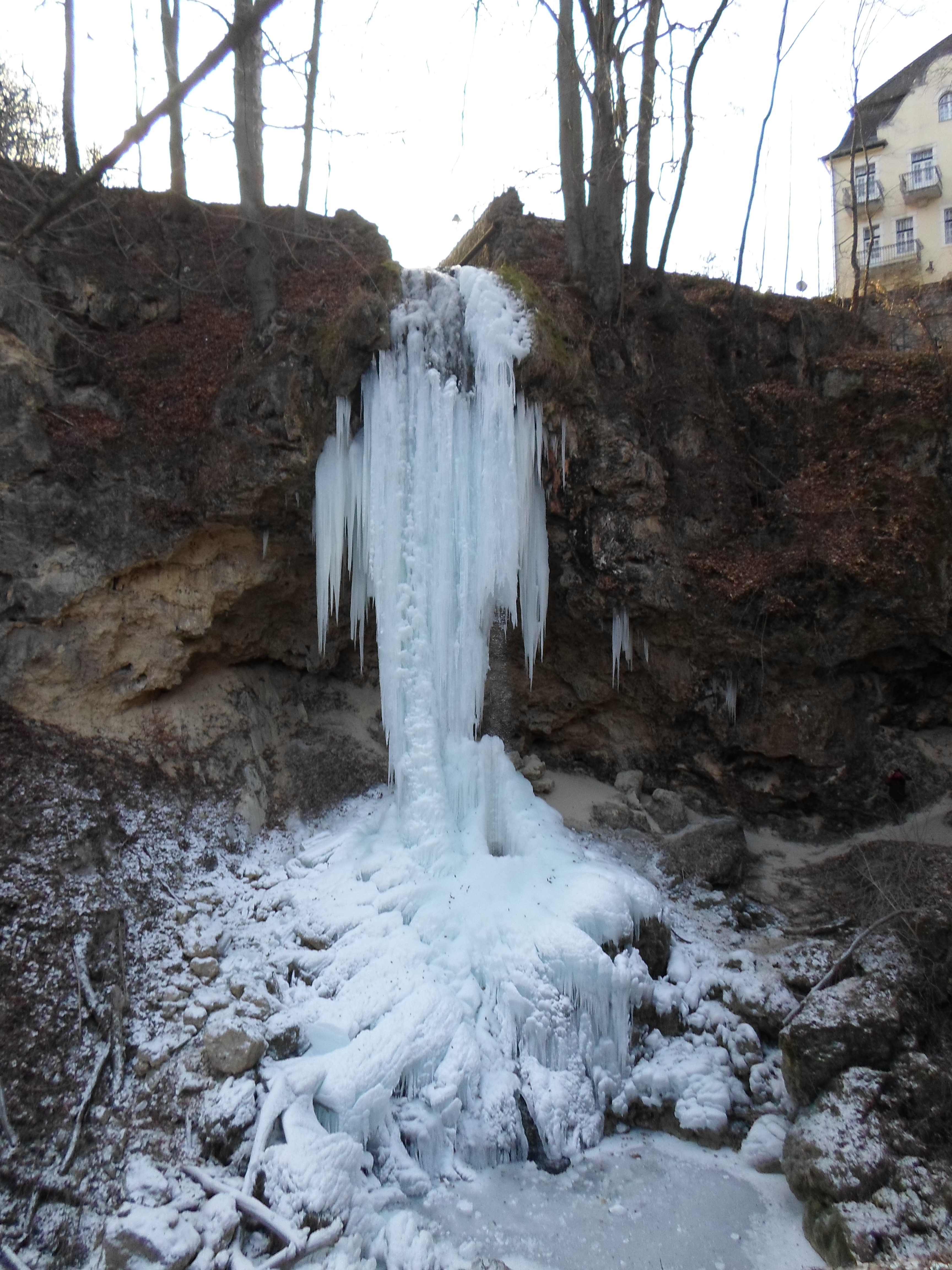
Télen

### Hámori-tó
A Hámori-tó a Garadna völgyében, a Szinva patak mésztufagátjának duzzasztó hatása miatt keletkezett.
Először 1319-ben említik, egy pálos kolostorral kapcsolatos oklevélben Feltó-halastóként.
A jelenlegi méretű tavat 1810-ben hozta létre a kohászat állandó vízellátása érdekében Fazola Frigyes. A gyár vízgazdálkodásában a tó igen fontos szerepet játszott: vízállását naponta mérték, a zsilipek nyitását gondosan följegyezték.
A tó másfél kilométer hosszú, helyenként meglehetősen mély. A tavon nyáron csónakázásra és vízibiciklizésre van lehetőség. Partján a Neptun Búvárklub épülete található. A tó egyik partján vezet a Bánkútra vezető autóút, a másik oldalon festői sétány található. A völgyzáró gáttól nem messze, a völgy déli oldalában fakad az Eszperantó-forrás vize, ami az erdei vasút alatti átereszen átfolyva jut a tóba.

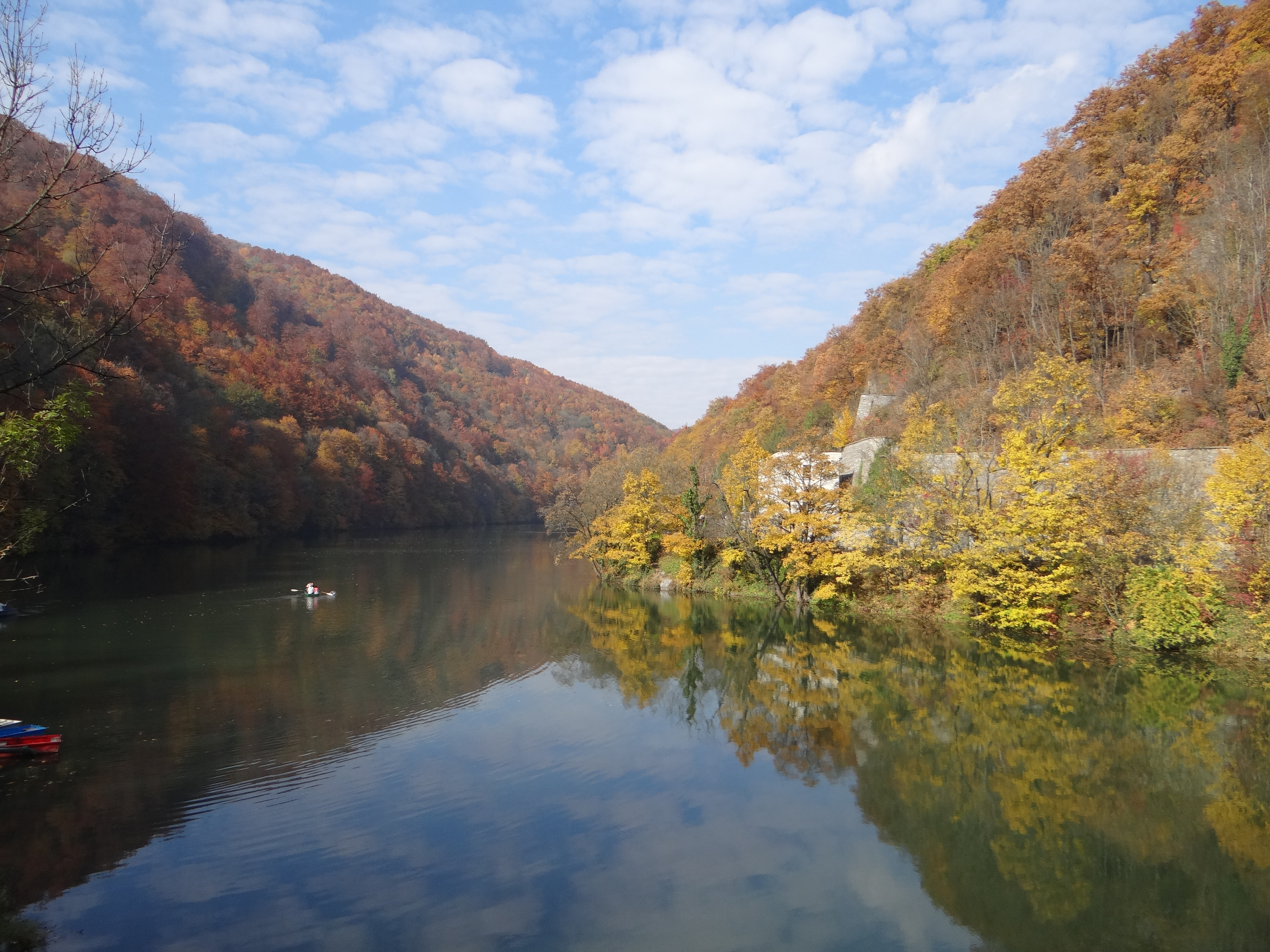
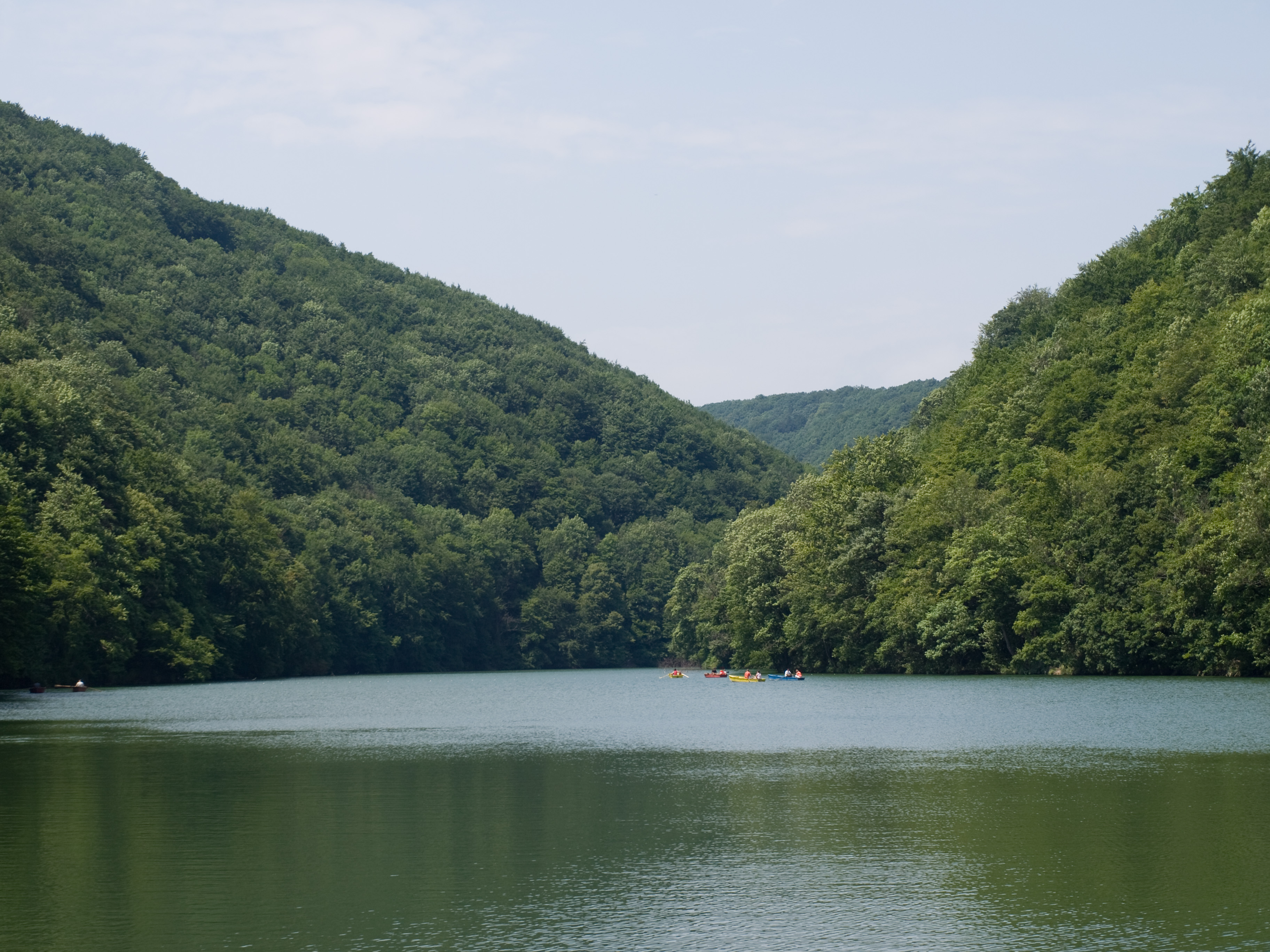
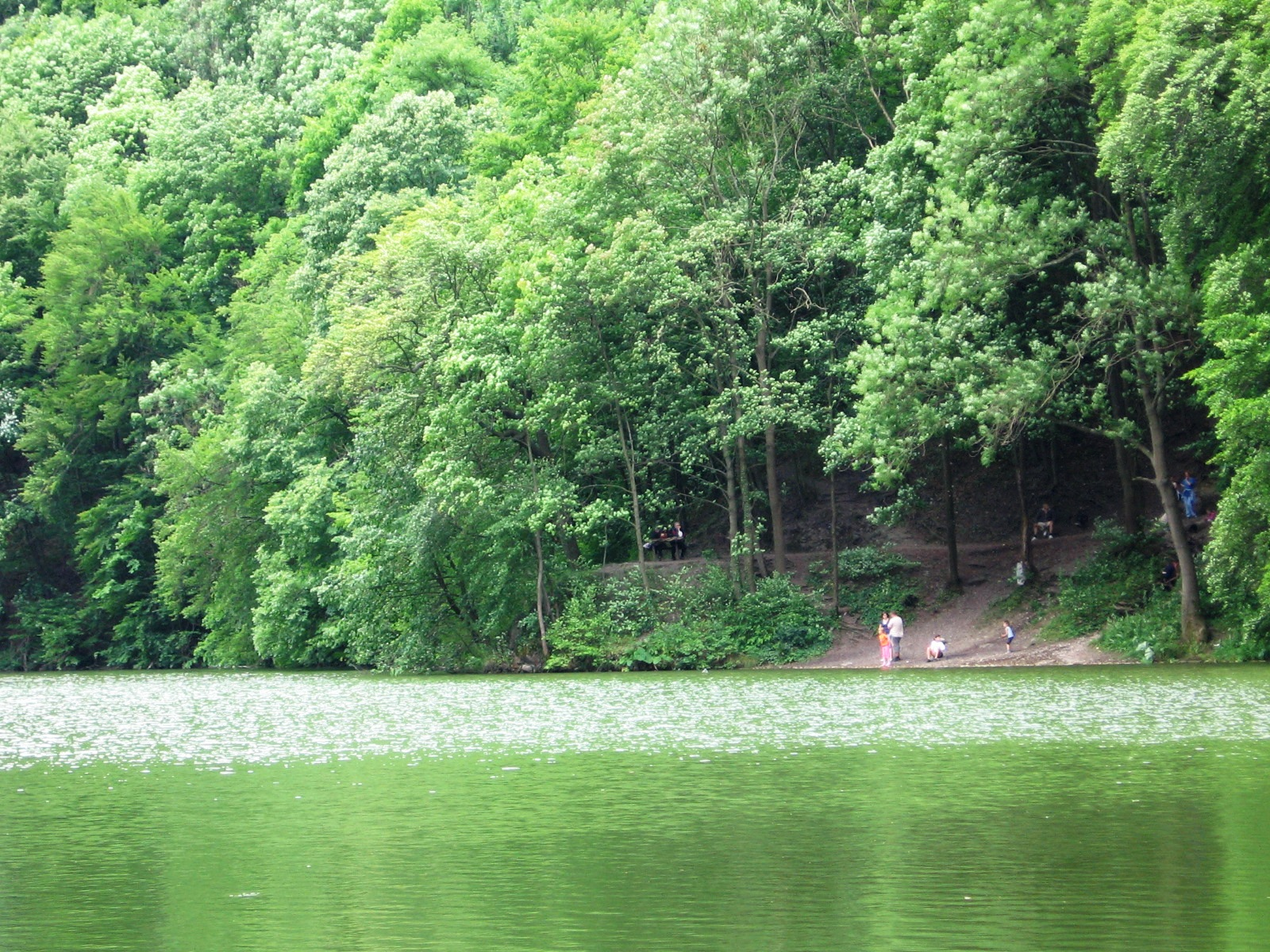

### Anna-mésztufabarlang
Ez egy világritkaságnak számító barlang, az egész világon mindössze 6 hozzá hasonló létezik, ezért Magyarország egyik különleges természeti értékének számít. Magyarországon van még egy hozzá hasonló barlang Pécsett. A barlangot 1951-ben védetté, majd 1982-ben fokozottan védetté nyilvánították.
Nyitvatartás a Bükki Nemzeti Park honlapján

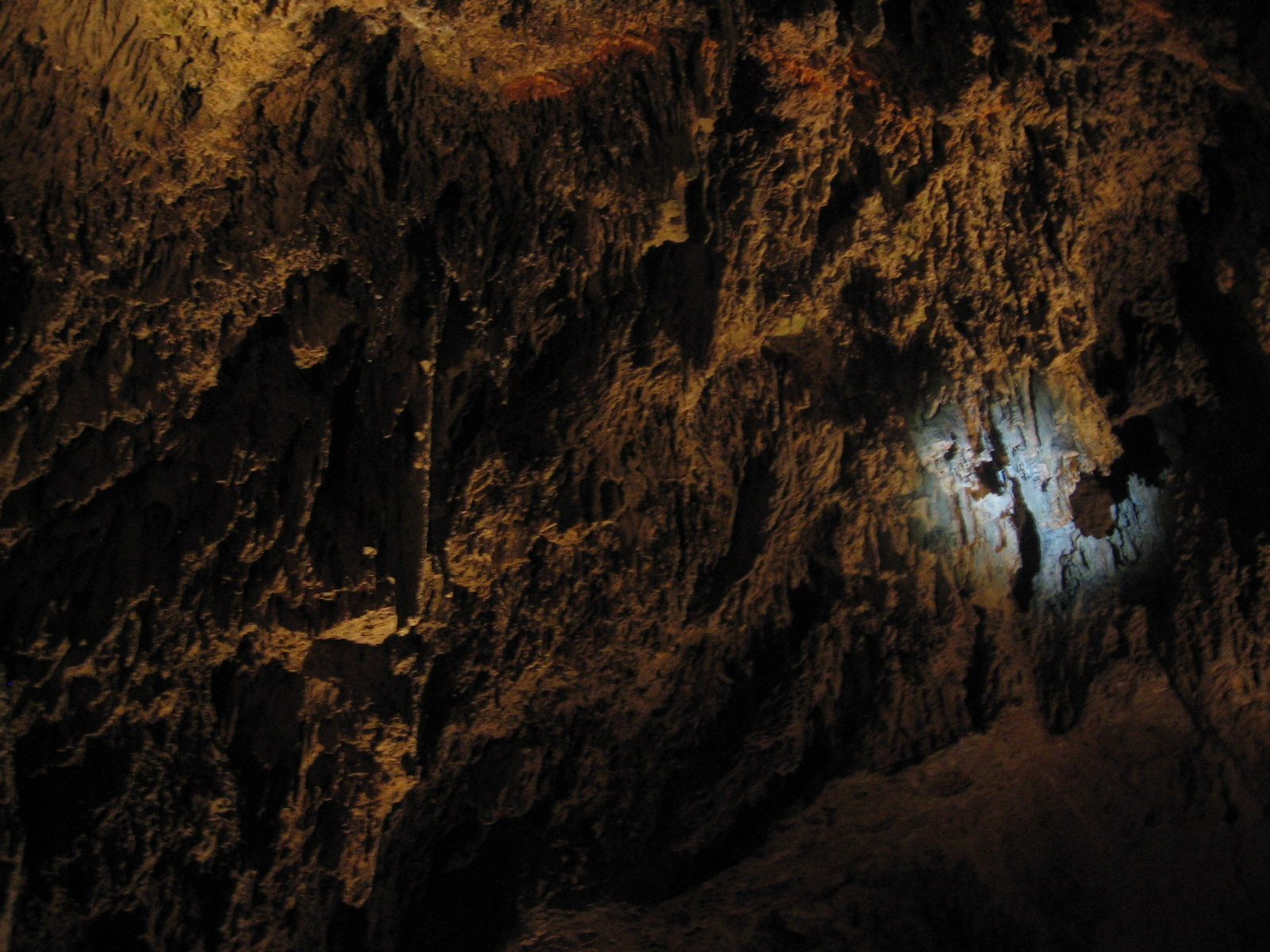
Belső tér
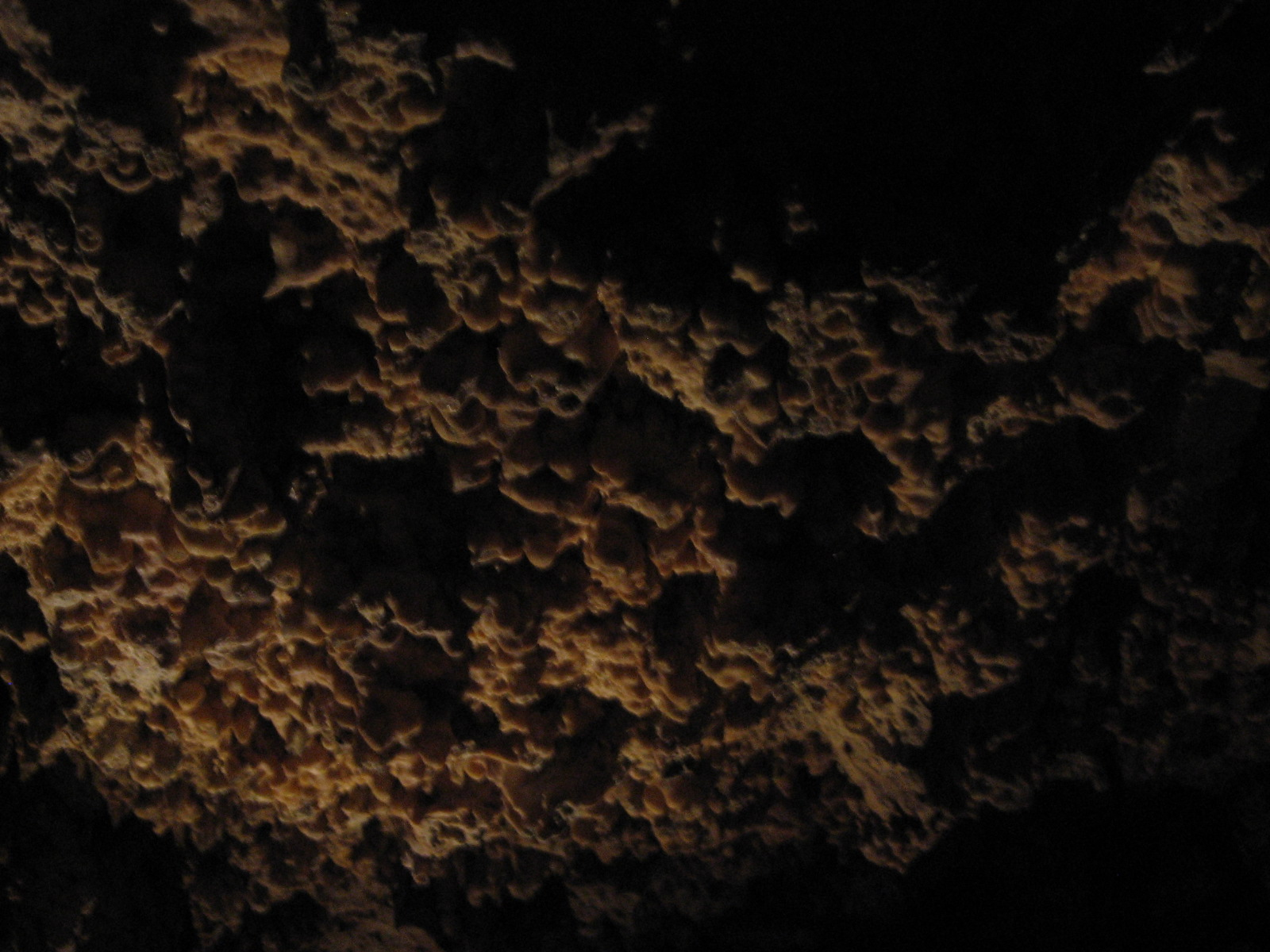
A vízesés alatt
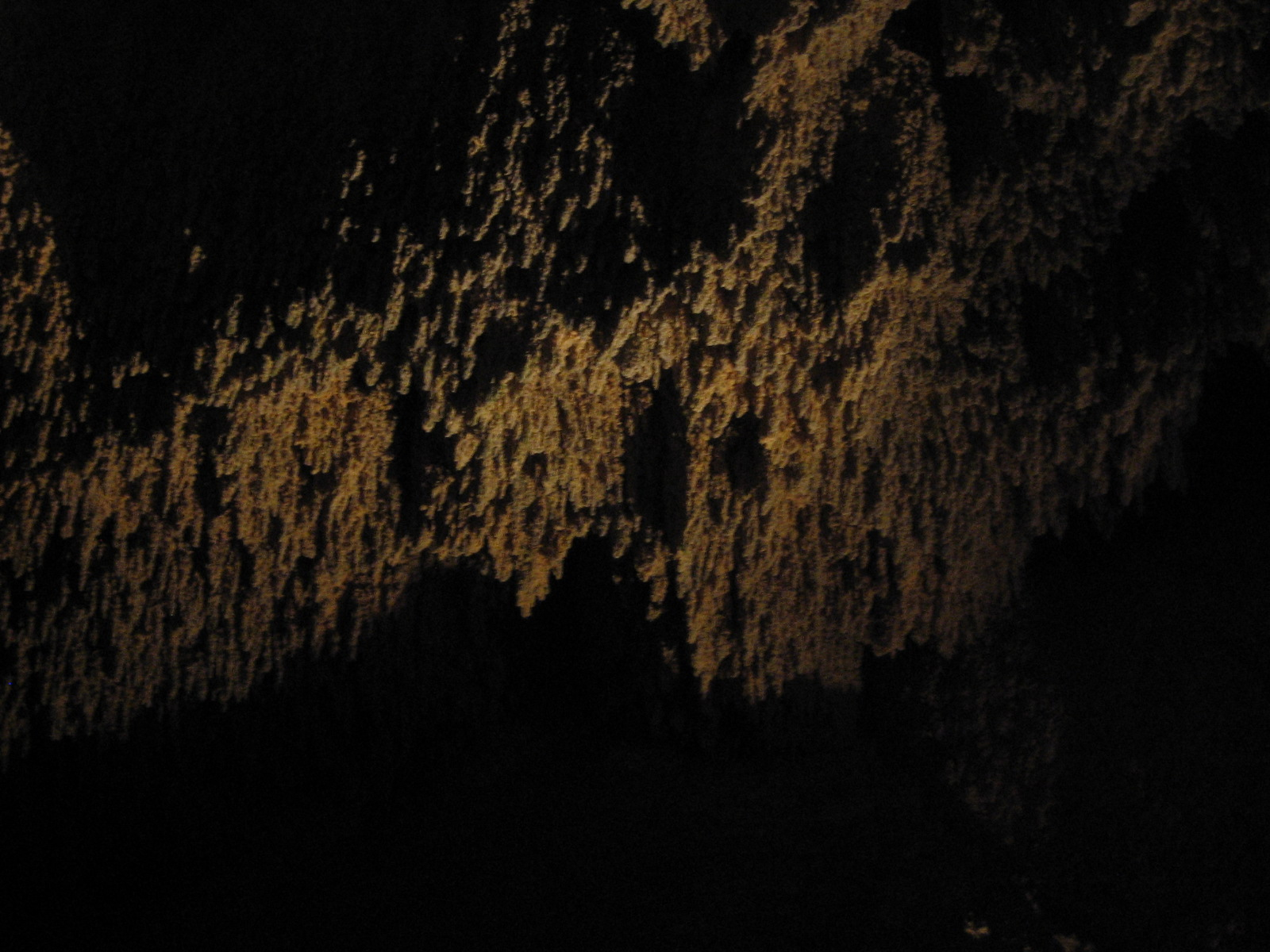
Jól láthatók a növények megkövesedett maradványai

### Szent István-barlang
A Szent István-barlang a környék legnagyobb cseppkőbarlangja, látnivalói a Nagyterem, a Kilátó és a Színházterem. Egyes termeiben légzőszervi betegeket gyógyítanak. A barlang idegenforgalmi célokra kiépített, 1991-óta gyógybarlanggá nyilvánított, fokozottan védett természeti érték.

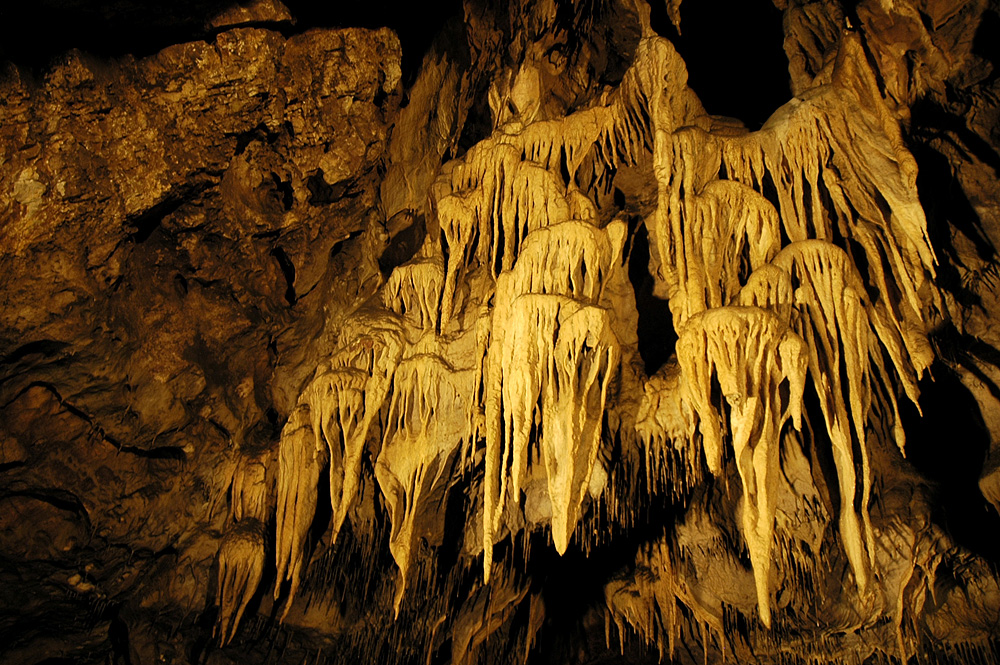
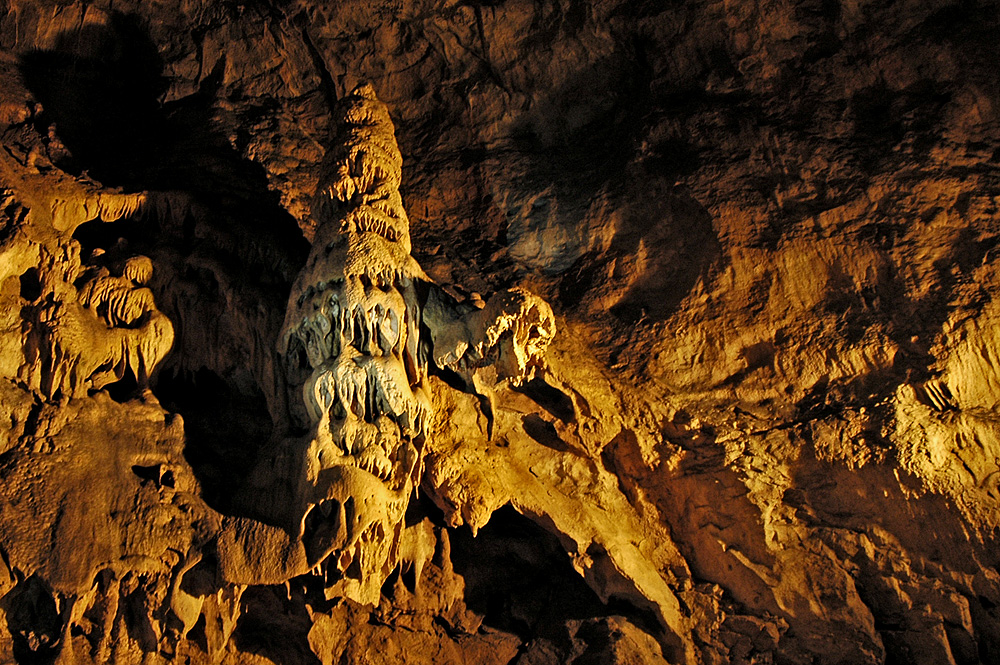
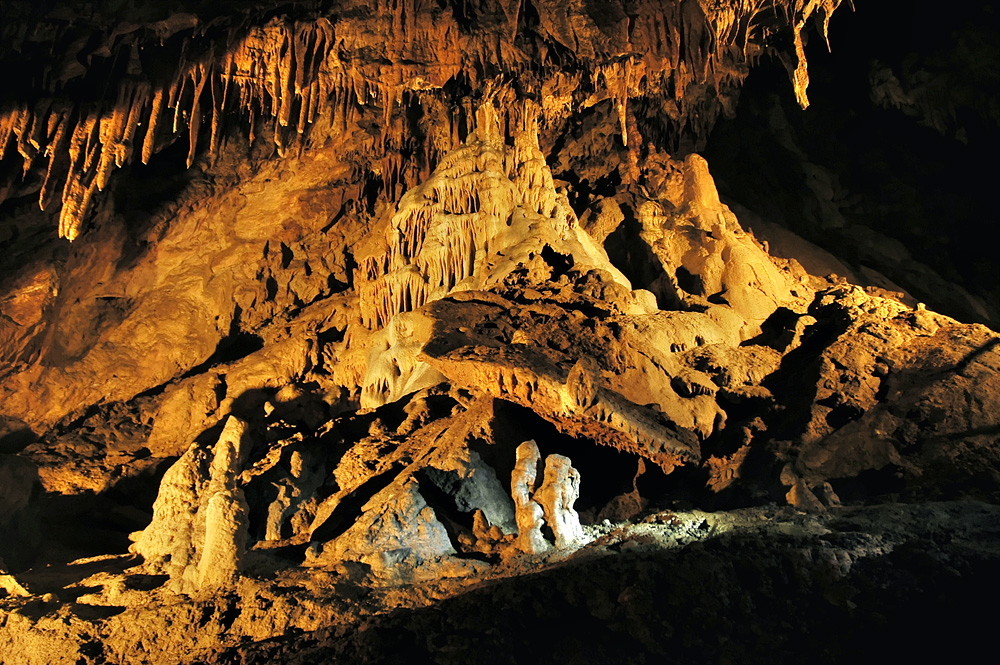

Nyitvatartás a Bükki Nemzeti Park honlapján

### A „szikla”
A szikla nem elsősorban turistalátványosság. az 1990-es évekig szigorúan titkos objektumot a helybeliek csak „Szikla” néven emlegetik. A Palotaszálló építésével egyidőben, annak munkálatai fedésében hozták létre a légvédelmi célokat ellátó katonai objektumot. A légvédelmi üteg talán azért volt szükség, mert közvetlenül előtte áll a Hámori-tó duzzasztógátja, amely 0,4 millió m³ vizet tárol, és ezt akarták megvédeni. A rendszerváltást követően a szigorúan titkos minősítést feloldották. Az 1990-es években olcsó turistaszálló és zenés szórakozóhely működött benne. A meghiúsult Miskolc, Európa kulturális fővárosa projekt kapcsán 2004-ben ide tervezték – később ROCK! névre keresztelve – a végül meg nem valósult magyar rockmúzeumot. A ROCK! név játékosan utal egyrészt a rockzenére, másrészt a szikla angol nevére.

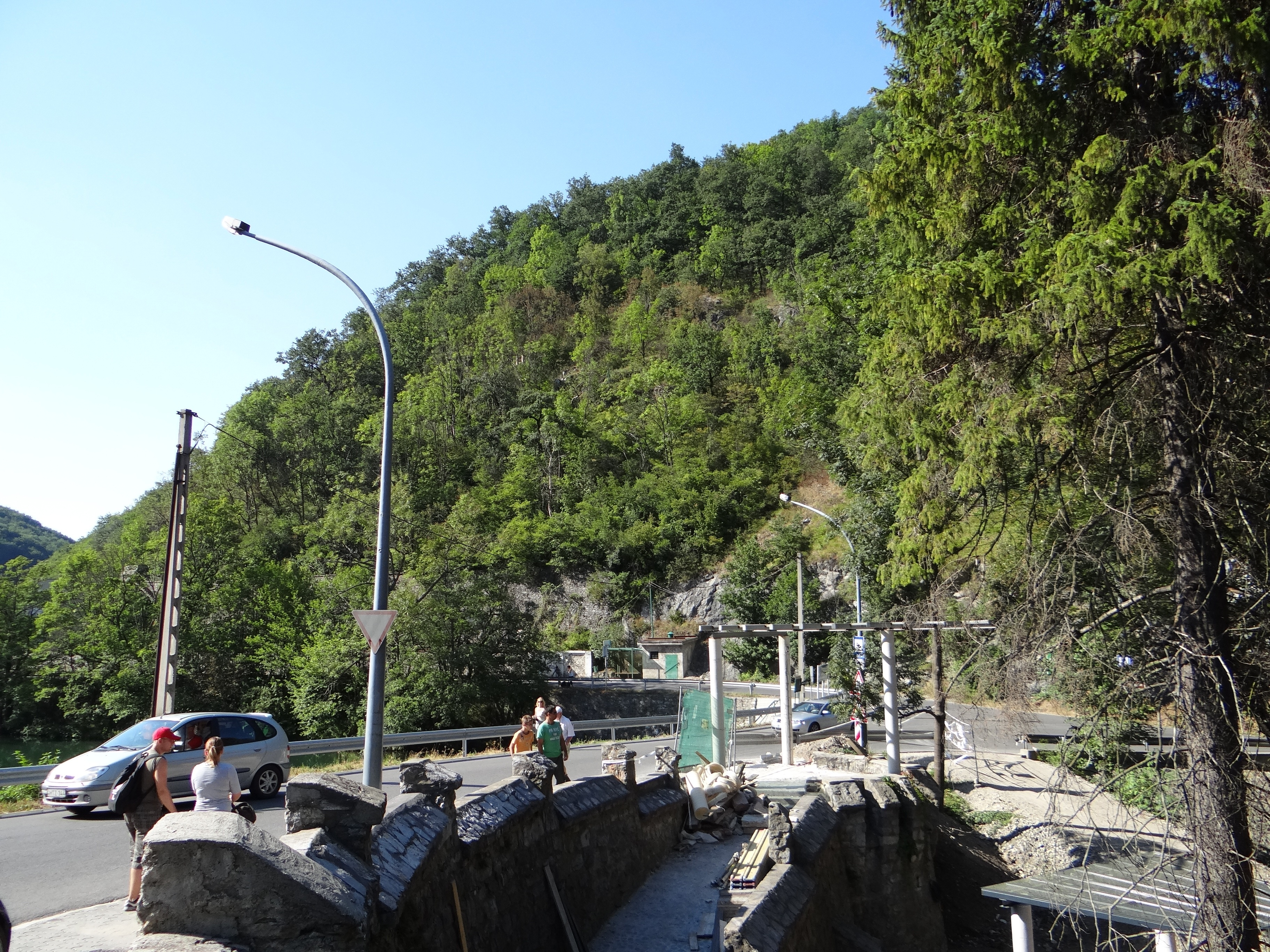
„A Sziklát” rejtő erdő
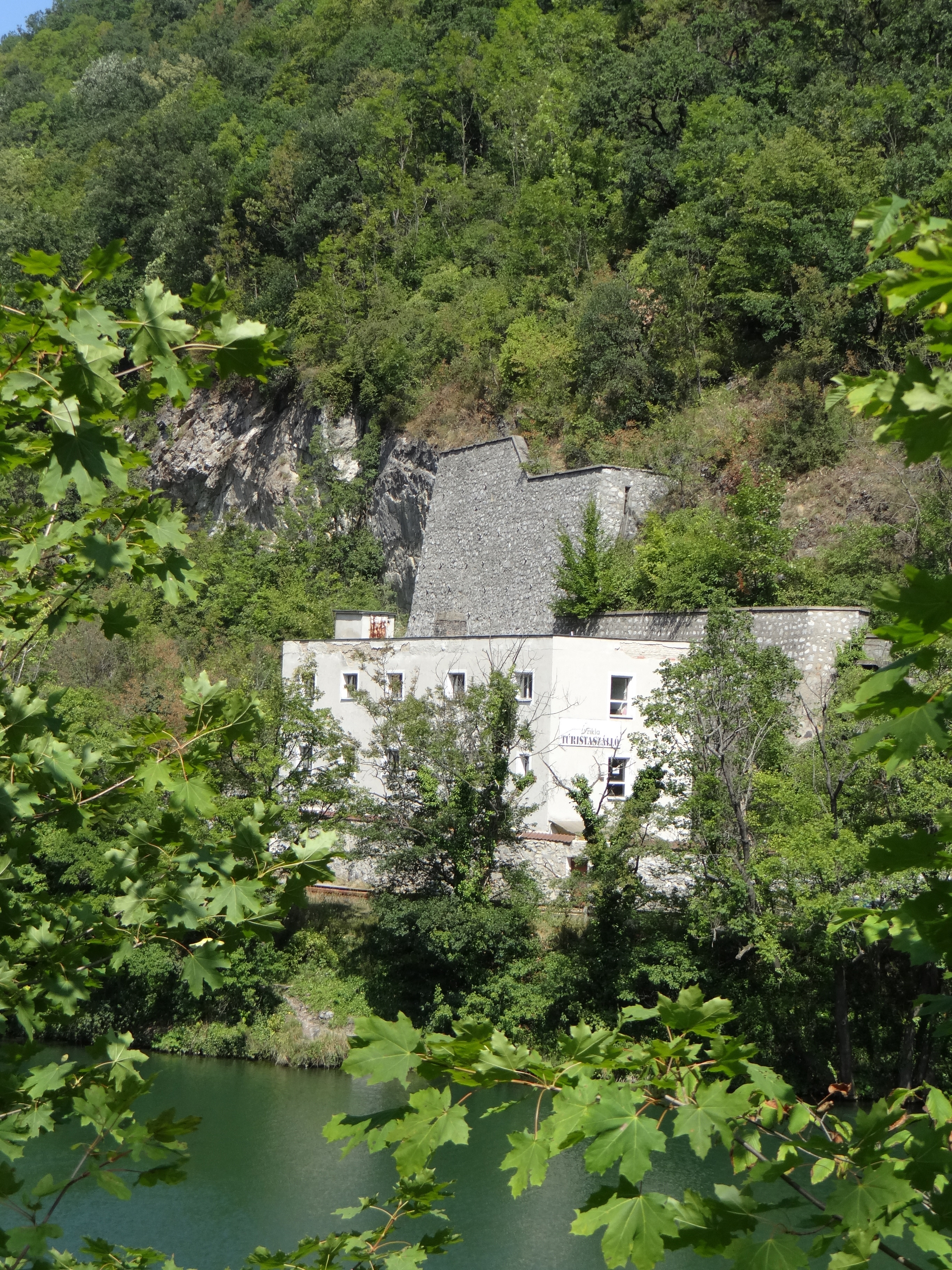
„A Szikla” építményei
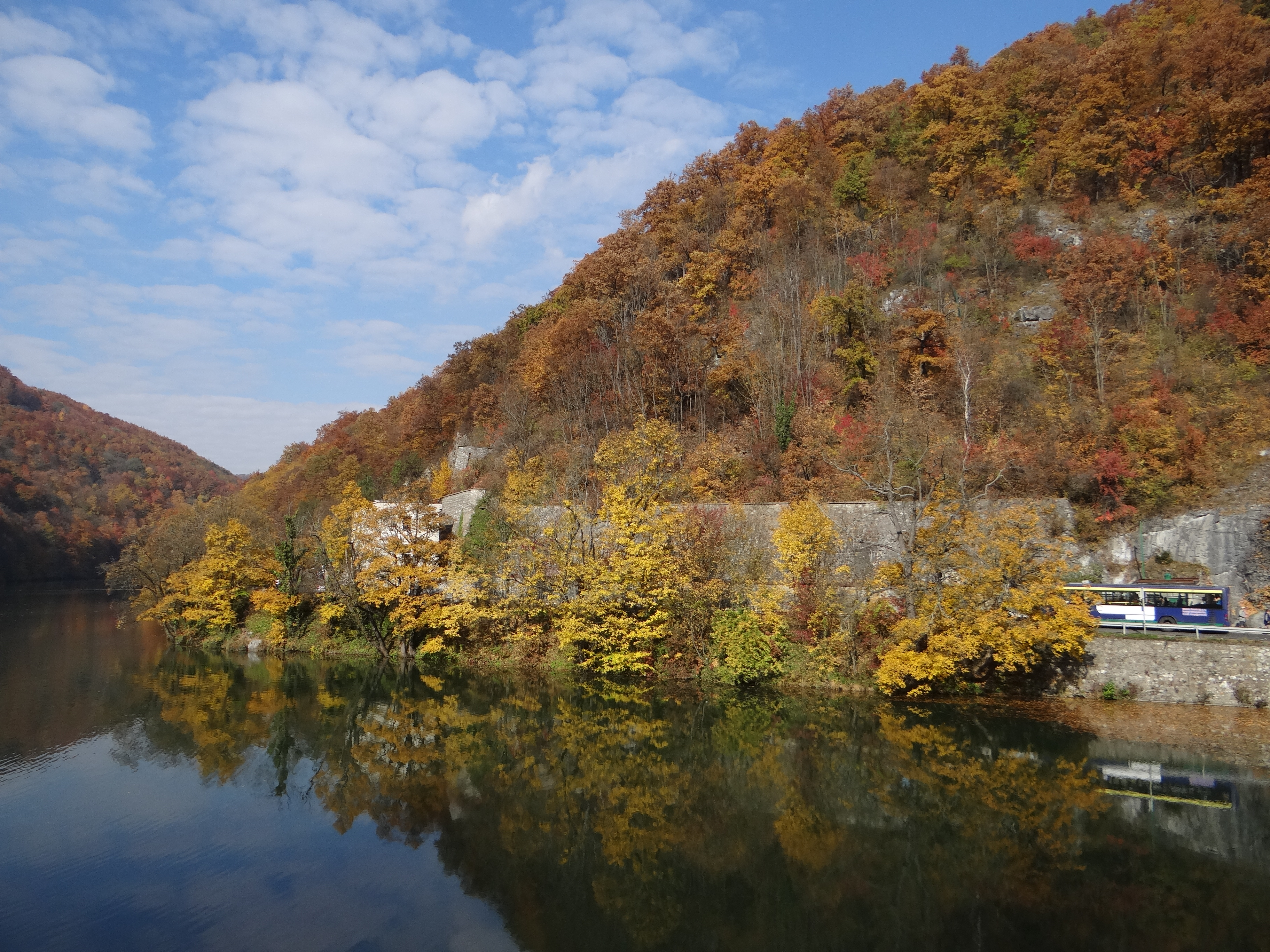
A Hámori-tó „a Sziklával”.

### Lillafüredi Sport- és Kalandpark
A 2015 őszén megnyílt Lillafüredi Sport- és Kalandpark Magyarország egyik legszebb természeti környezetében, festői szépségű tájon, a Bükk hegységben található Szinva-völgyben, a Szinva-patak és a Garadna-patak összefolyásánál található. Érintetlen természetben, több mint kéthektáros területen, a Bükki Nemzeti Park területén fekszik. 
Az Erzsébet sétány két oldalán elhelyezkedő parkban kültéri és beltéri lasertag arénát, épületbe integrált magaslati kötélpályát, terep segway (elektromos kétkerekű) pályát, téli-nyári korcsolya és görkorcsolya pályát, tematikus játszóteret, streetball pályát, poolball pályát, valamint aktív pihenésre alkalmas piknikrétet alakítottak. Egyedülálló az a futball témájú PanIQszoba, amely 90 perces speciális logikai és ügyességi játékelemeket tartalmaz egy többtermes pályarendszerben. Az igazán bátrak kipróbálhatják az ejtőgépet és a zipline lecsúszót, a kicsik pedig kedvükre szórakozhatnak, játszhatnak a légvárban és az Aranymosónál.

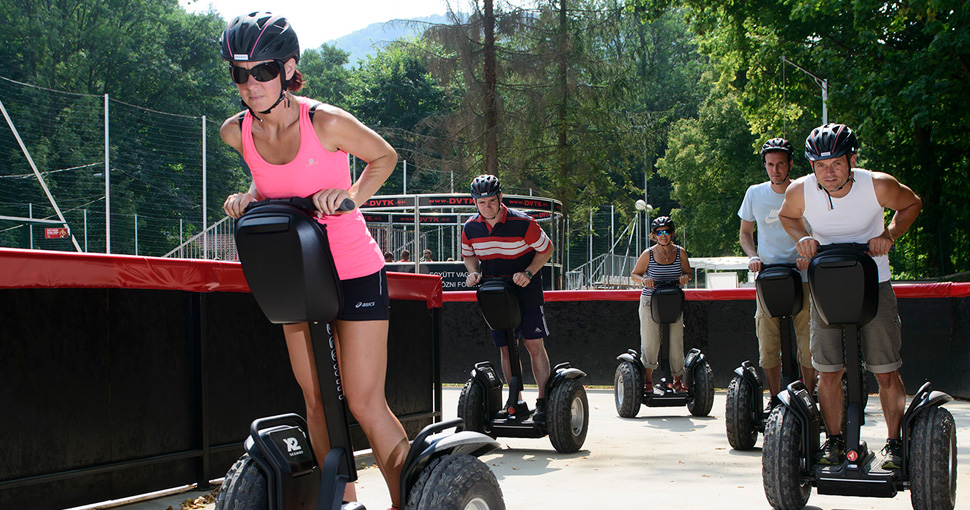
Segway túrák
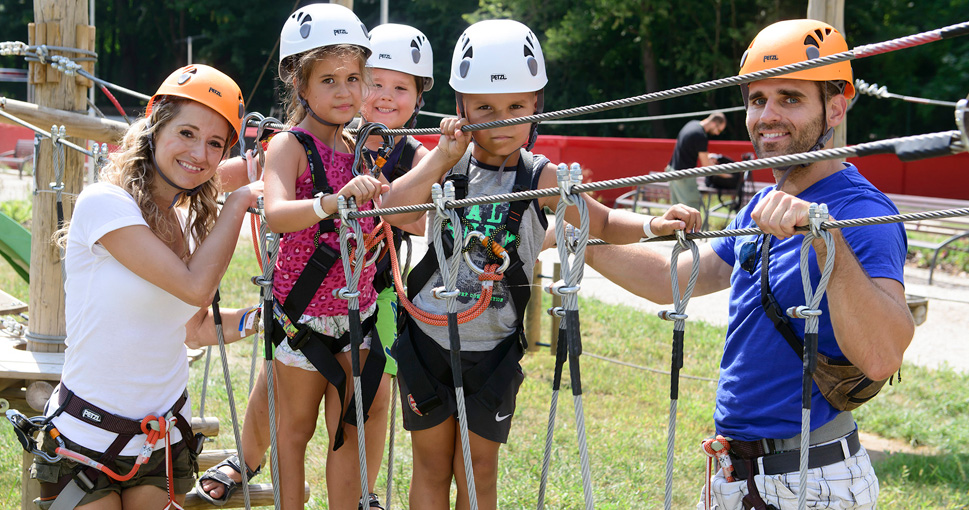
Drótkötélpályás felvonó
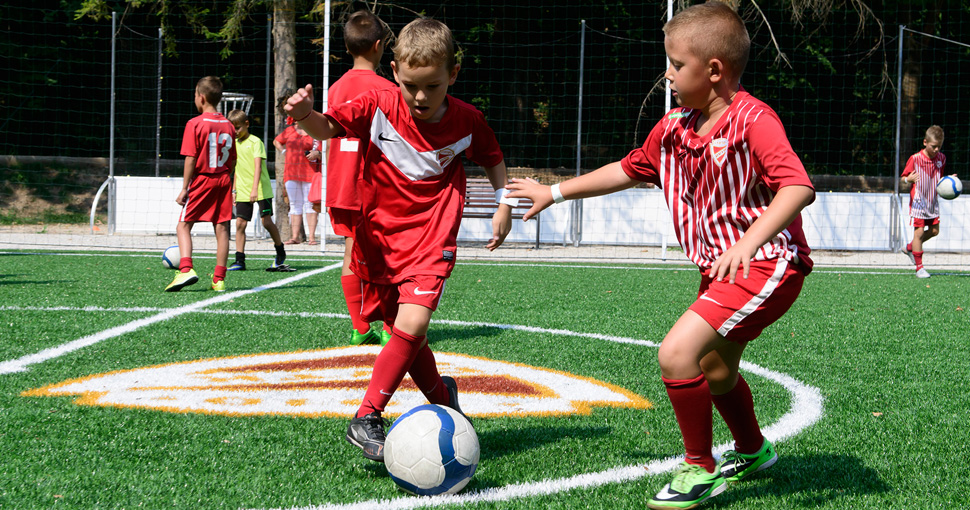
Focisuli
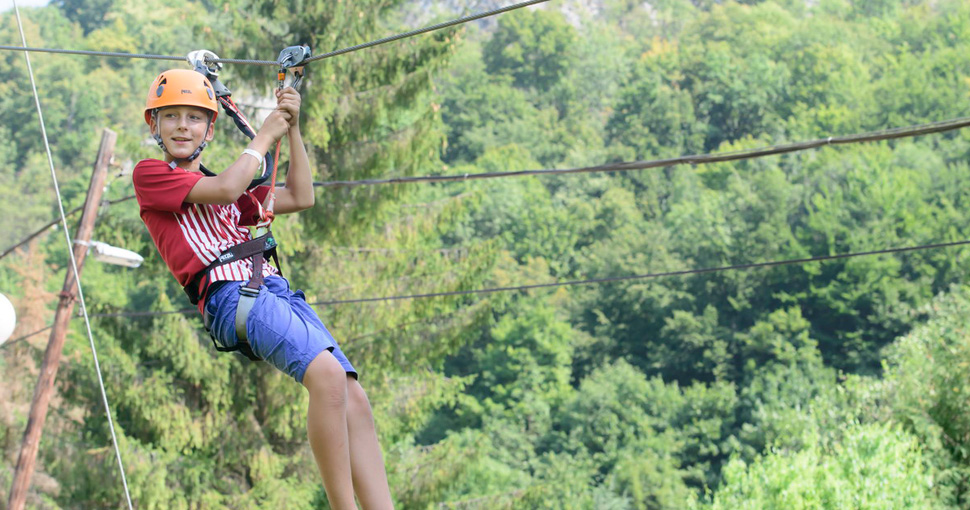
Drótkötélpálya gyerekeknek és felnőtteknek

### Lillafüredi libegő
A lillafüredi libegő Lillafüred és Jávorhegy között működő drótkötélpályás felvonó. Kiinduló állomása Lillafüreden az Erzsébet sétányon található, ahonnan 1080 méter hosszan, 263 méteres szintkülönbségen szállítja az utasokat a 606 méter magas Jávorhegyre, a menetidő 11–12 perc. Mellette rollerösvényt és egy Oxigén nevű túraútvonalat is kialakítottak.

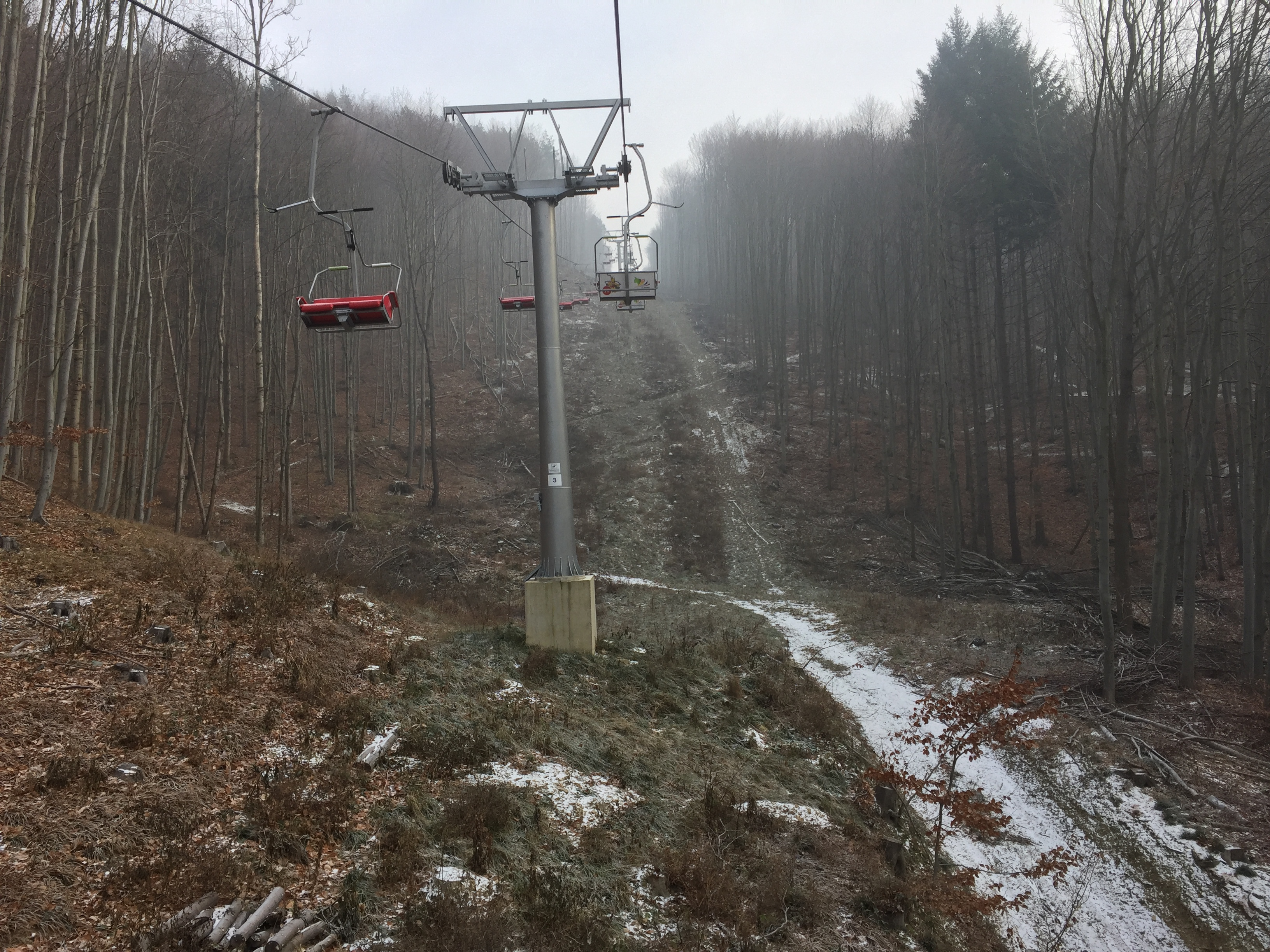
A libegő

### Zsófia-kilátó
A Zsófia-kilátó a „szikla” fölött, a Dolka-hegy déli oldalán épült, eredetileg 1900 júliusában avatták fel, és Teleki Zsófiáról, az akkori főispán, Vay Elemér édesanyjáról nevezték el. Tervezője Szűcs Sándor volt. Az 1950-es években azonban zavarta a légvédelmi központhoz tartozó antenna működését, ezért lebontották. 2021–2022-ben felépítették a kilátó élethű másolatát, átadó ünnepsége 2022. augusztus 23-án volt. 2022-ben az Aktív Magyarország pályázatán az év kilátója lett.

### Lillafüredi tanösvény
A Szinva völgyében a patak jobb partján, illetve helyenként a hegyoldalban vezető tanösvény a Palotaszálló alól, az Anna-barlangtól indul. A Szent István-barlanggal átellenben a hegyoldalba felkapaszkodva érinti a Patrona Hungariae szoborfülkét, majd a Limpiászi keresztet, és úgy ereszkedik vissza a patak völgyébe.

### Szeleta-barlang (ősemberbarlang)
A Szeleta-barlang Lillafüredről egy meredek emelkedőn közelíthető meg. Kadić Ottokár feltárása alatt több százezer éves pattintott kőeszközöket találtak, melyek készítőit a barlangról Szeleta-kultúrának (tudományos szóhasználatban seletien) nevezte el. Lakottsága az utolsó interglaciális elejétől több mint 100 ezer éven keresztül kimutatható.
A barlang szabadon látogatható, ám megközelítése csak gyalogosan lehetséges. A gyalogút nagy emelkedésű turistaösvény.

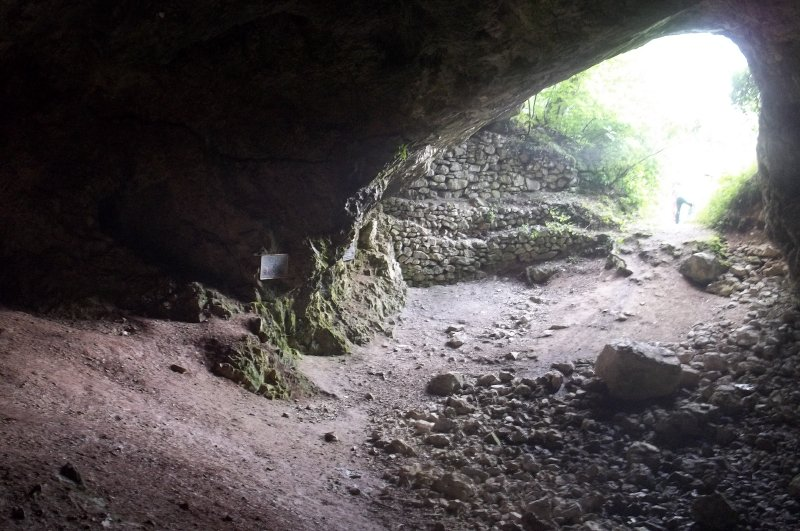
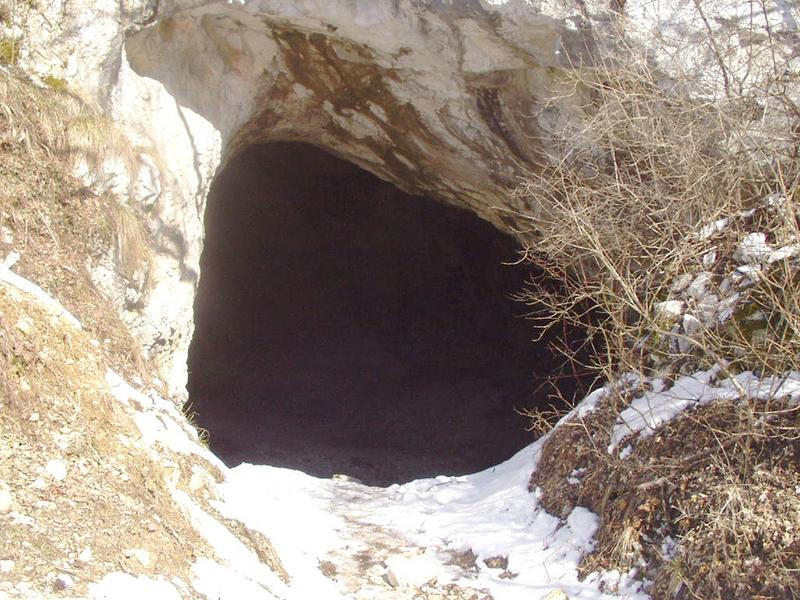
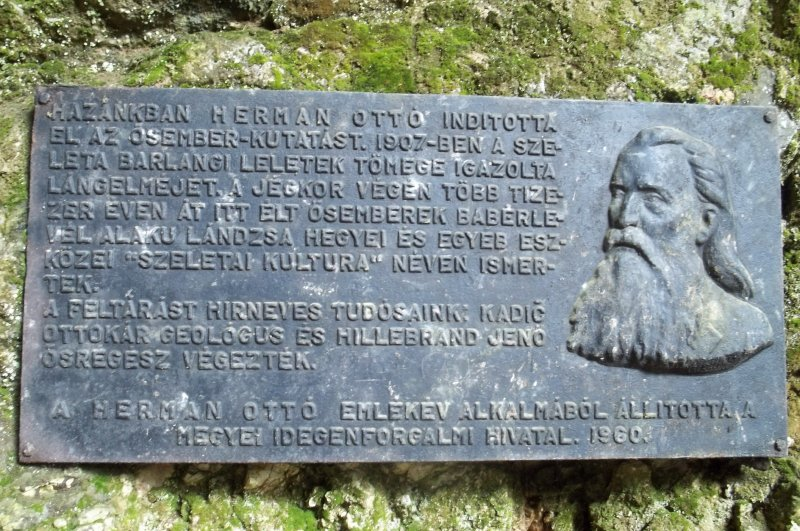
Herman Ottó emléktáblája

### Molnár-szikla
A Hámori-völgy oldalában lévő sziklához, melynek tetején fakereszt áll, két különböző legenda is fűződik. Az egyik szerint a szikla onnan kapta nevét, hogy innen ugrott le a szegény molnárlegény és a gazdag molnár lánya, akik nem lehettek egymáséi. Egy kevésbé ismert, de Jókai által megörökített legenda szerint egy idős molnár ugrott le a szikláról, amikor megtudta, hogy fiatal felesége megcsalja.

### Fehérkőlápa
A Lillafüredet rejtő völgy délkeleti oldalán található terület elnevezése, mely nevét egy nagyszerű kilátást biztosító szikláról (Fehérkő) és az alatta fekvő, meredek esésű, a fennsíkra vezető, völgyszerű hegyoldalról (lápa) kapta.
A fennsíkon a Fehérkőlápai turistaház is található, sok kikapcsolódási lehetőséggel, továbbá Bükkszentkereszt felé hatalmas tisztás terül el, ami kedvelt kirándulóhely.

### Pisztrángtelep
Lillafüredtől néhány kilométerre a Garadna völgyében pisztrángtelep található, egy bővizű forrásnak köszönhetően. A látogatók itt friss sült halat is fogyaszthatnak, sokan járnak vásárolni is ide. Hasonló telep működik a Szalajka-völgyben, ám ez abban különbözik tőle, hogy maga is árulja a néhány órája kifogott halakat.

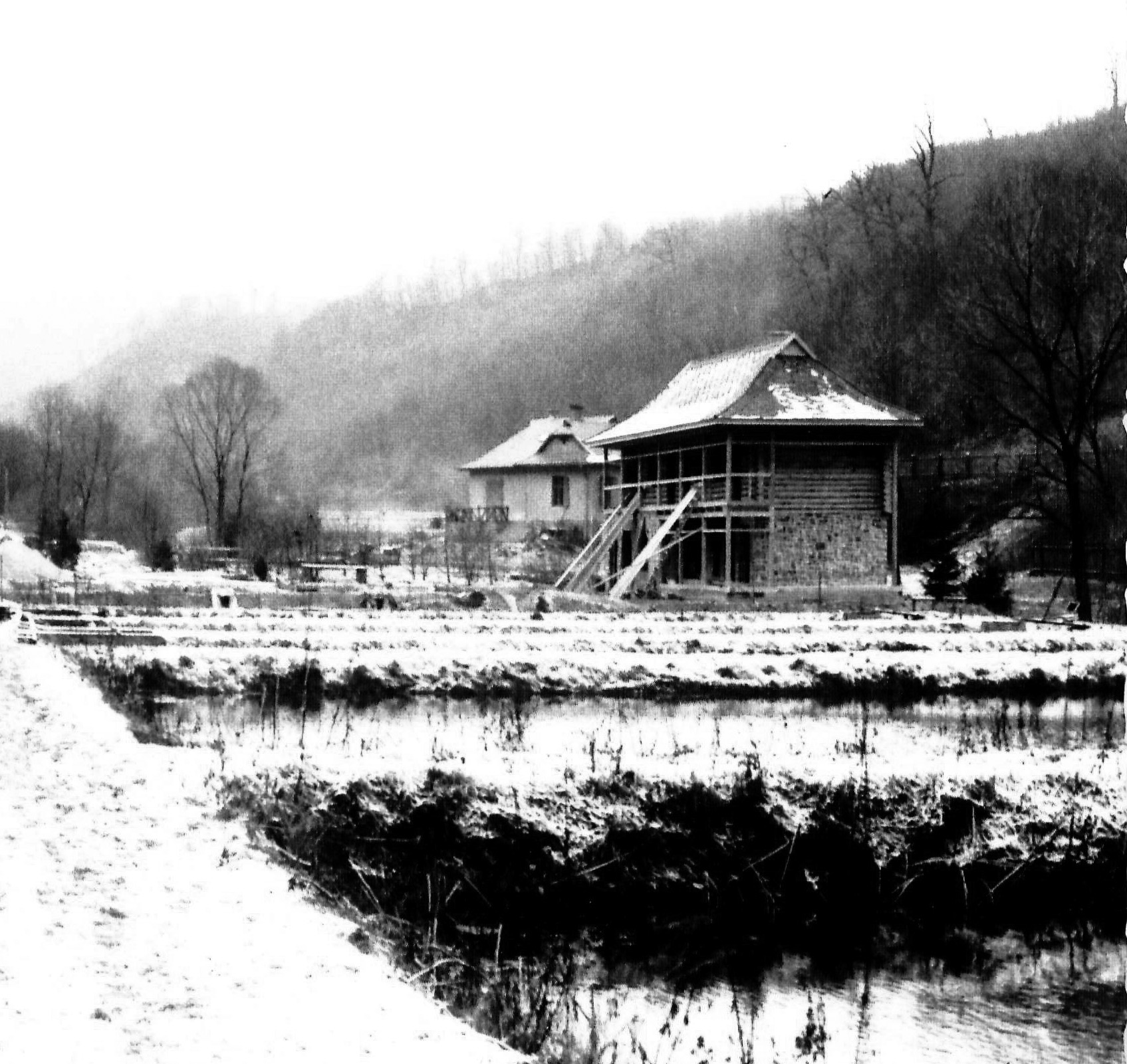
A telep építése (1932)
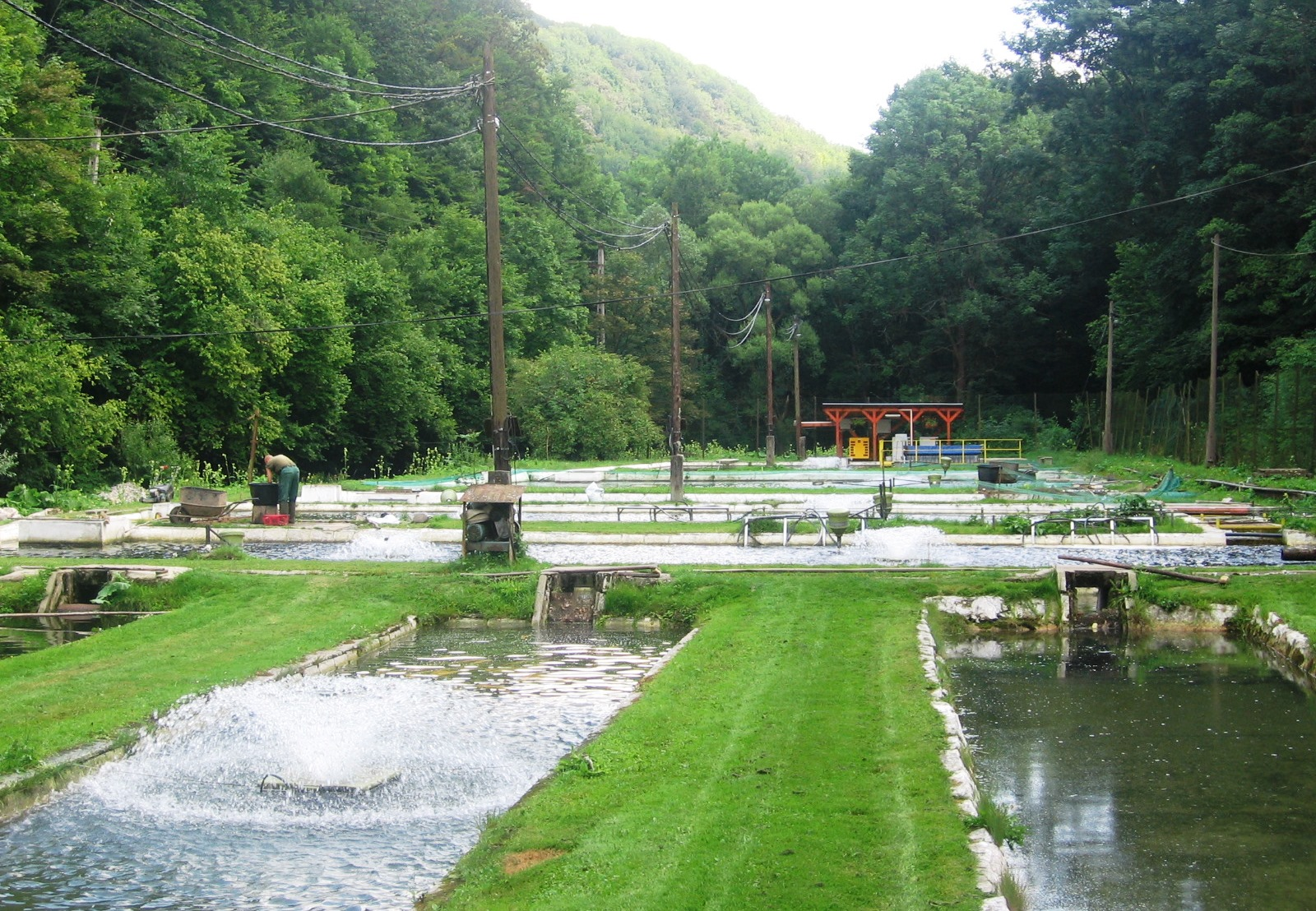
A keltetőtavak egy része
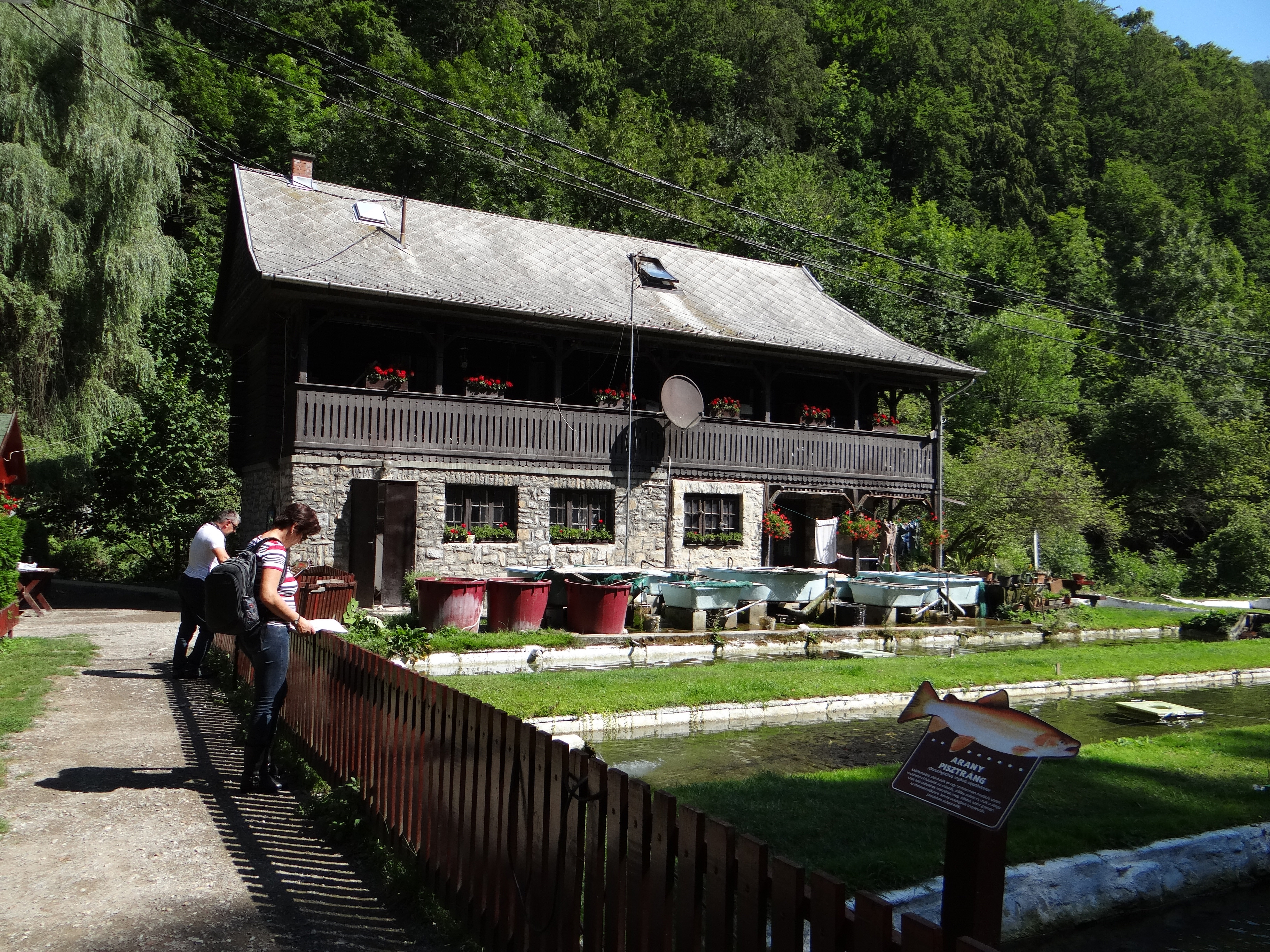
A főépület napjainkban

### Őskohó
A pisztrángtelep és Lillafüred között lévő, idén már 212 éves őskohó Magyarország egyik kiemelt ipartörténet műemléke. Fazola Henrik már 1765-től telepített kohászati üzemeket a Garadna és a Szinva patakok völgyében. Mária Teréziától alapítólevelet kapott, ami alapján 1772-ben vasolvasztót épített Felsőhámorban (ma Ómassa), és az üzem beindításához stájer és felvidéki, vasgyártásban jártas szakembereket telepített le. A telepen kovács- és szegverő üzem is létesült, a kohó azonban 1820-ban beszüntette működését.
Fazola Frigyes, a Selmecbányán végzett, kiváló képességű kohómérnök lépett apja nyomdokaiba, 1813-ban Újmassán új kohót épített, s a kohóüzemek munkájához, a hámorok működtetéséhez víztározót épített, ez a mai Hámori-tó. Az üzemeket 1847-ben meglátogatta István nádor, de járt itt Petőfi Sándor is, aki hangulatos írásban számolt be a látottakról.
A kohót 1951–1954 között rekonstruálták, így ma szinte eredeti állapotában áll, és ahonnan az évente megrendezett Fazola-napok keretében látványcsapolást hajtanak végre.

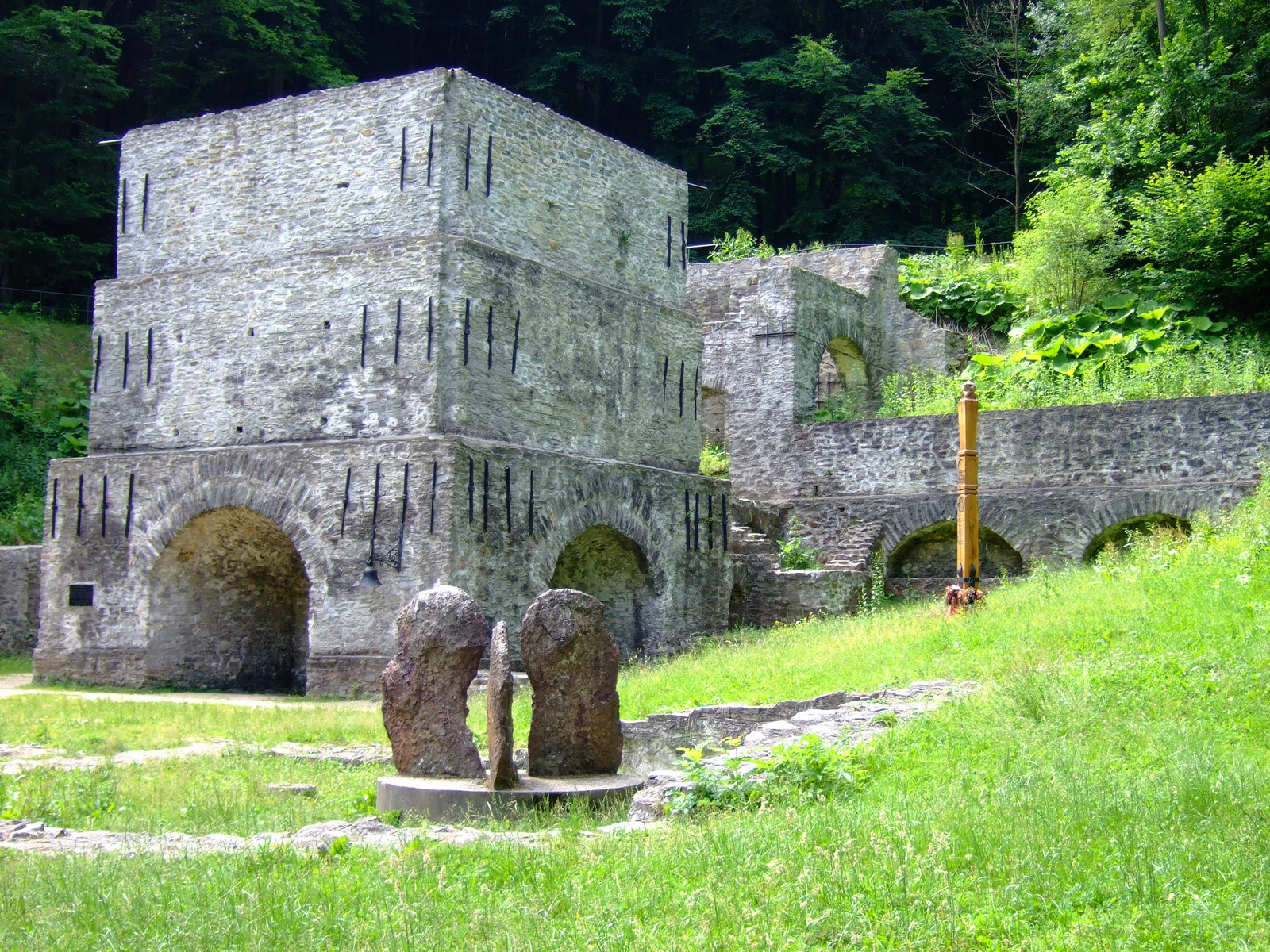
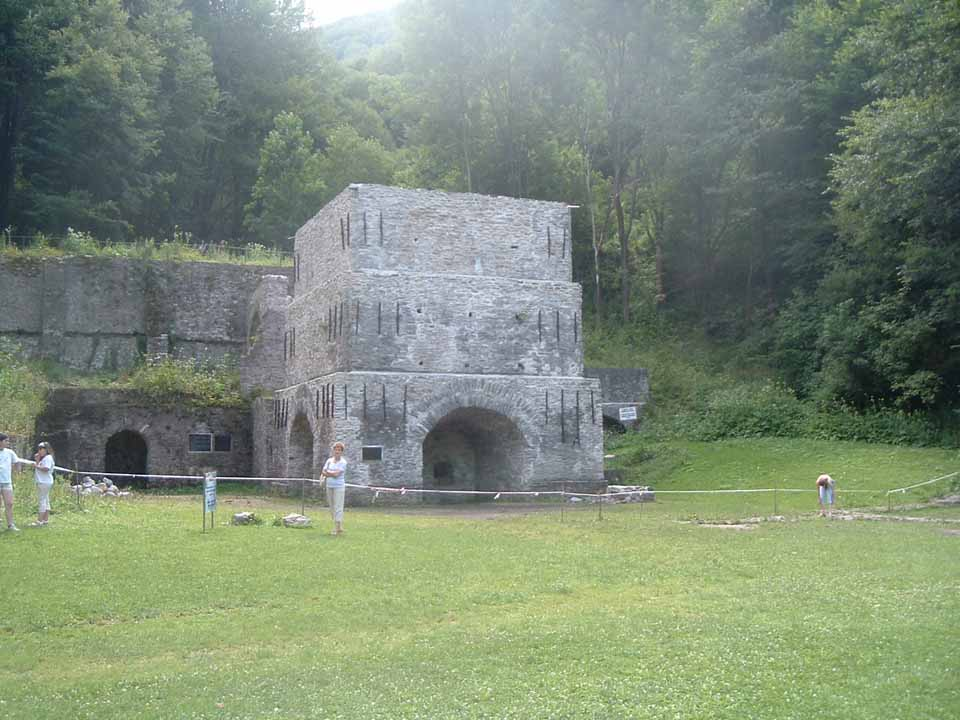
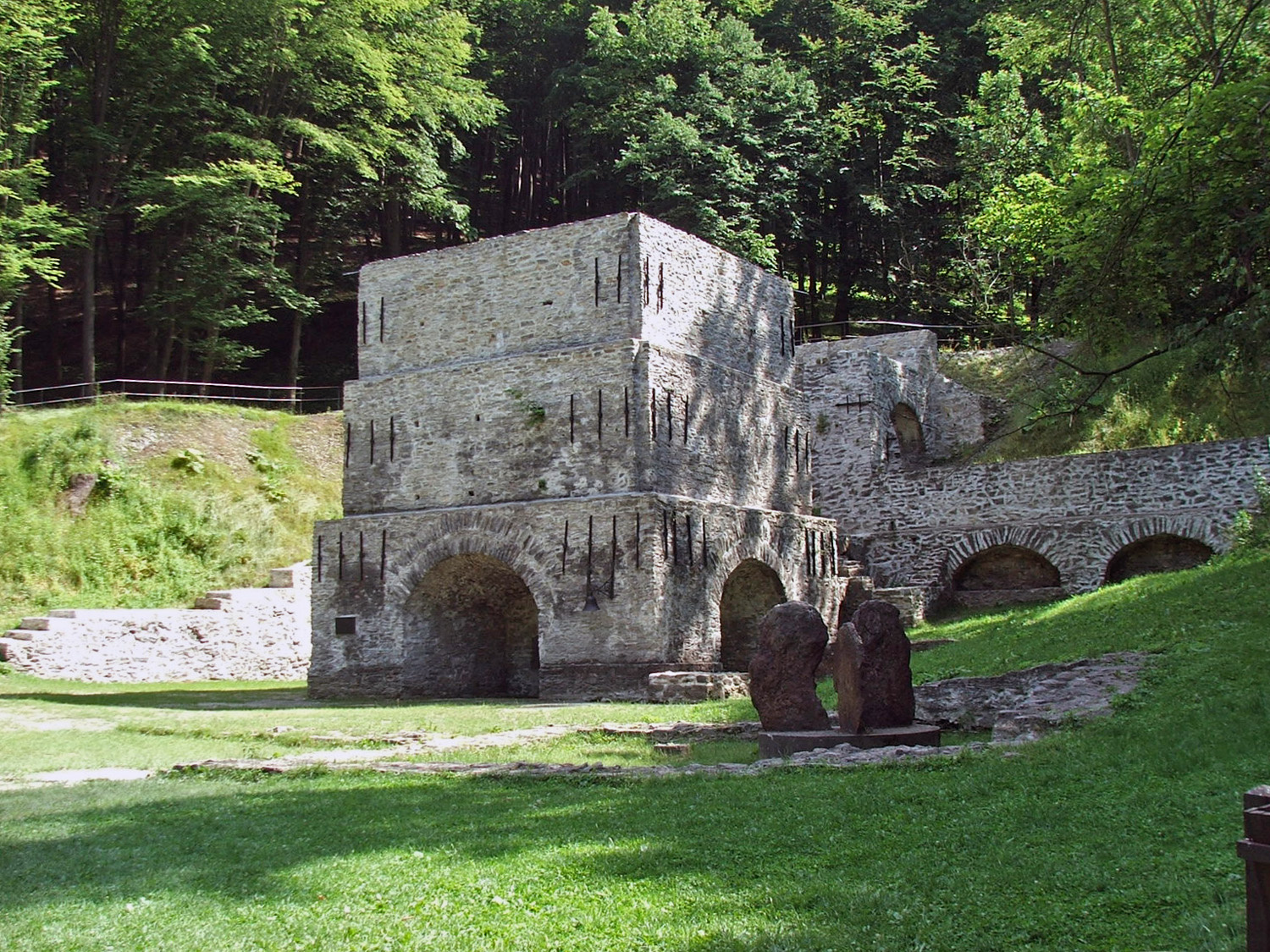

### Hámori-szikla
Lillafüred előtt, Miskolc felé egy kilométerrel a völgy szurdokká keskenyedik. Ennek mindkét oldalán sziklamászók által kedvelt, természetes fal található. Január végén itt rendszeresen jégmászó versenyt rendeznek.

### Múzeumok
- Kohászati Múzeum
- Massa Múzeum
- Herman Ottó Emlékház

## Közlekedés
- Legfőképpen az 5-ös járattal lehet eljutni, de esetenként a 15-ös buszjárattal is, amikor Lillafüredet érinti.
- A Bükkszentkeresztre menő távolsági (Volán) járatnak is megállóhelye.
- Diósgyőrből indul a LÁEV erdei kisvasút, amely a Bükk legszebb tájain halad át Lillafüred felé.
- Megépült a lillafüredi libegő, amely a településről a Jávor-hegyre viszi fel az utasokat.

## Képgaléria

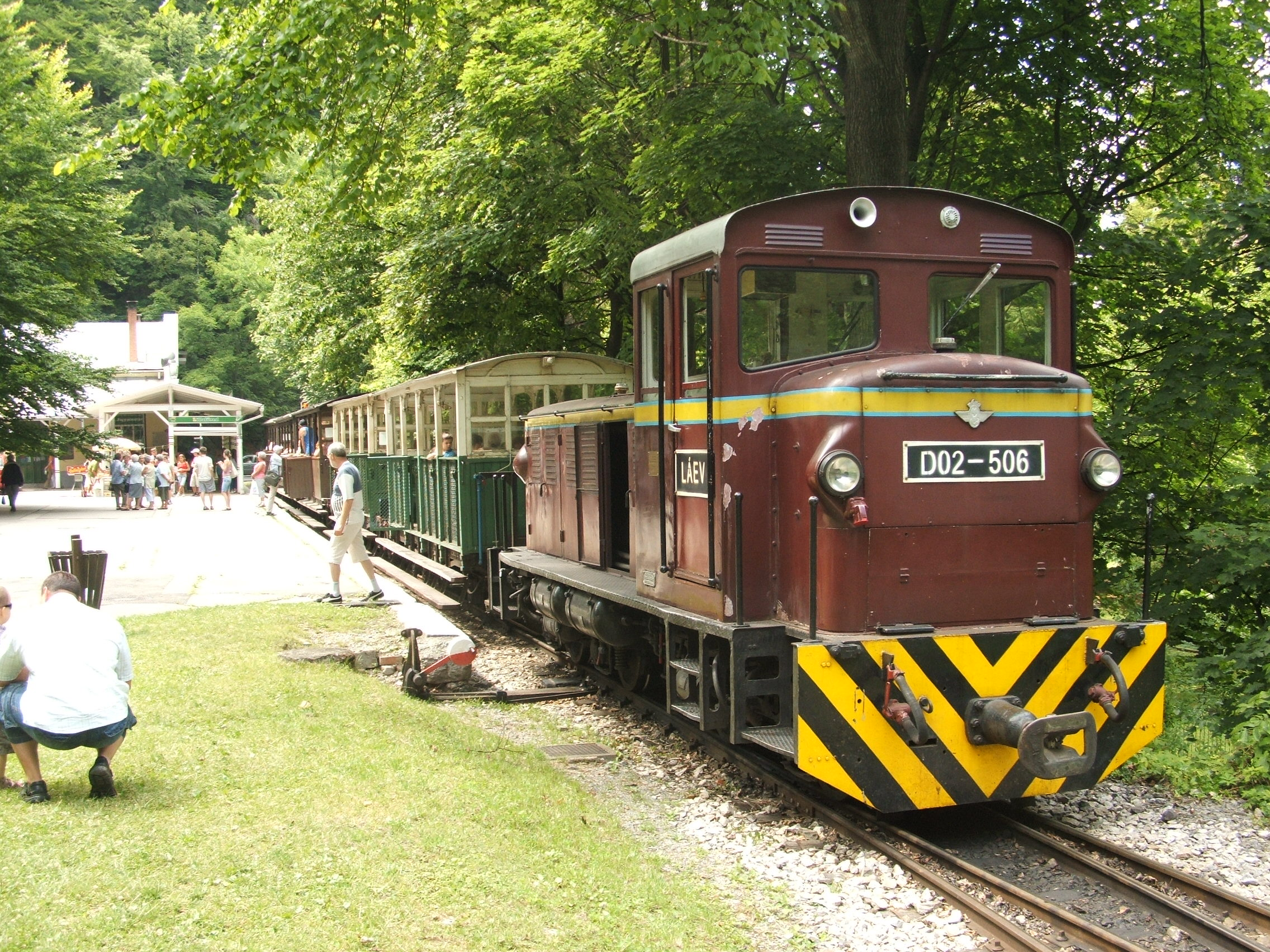
Vonat Lillafüred állomáson
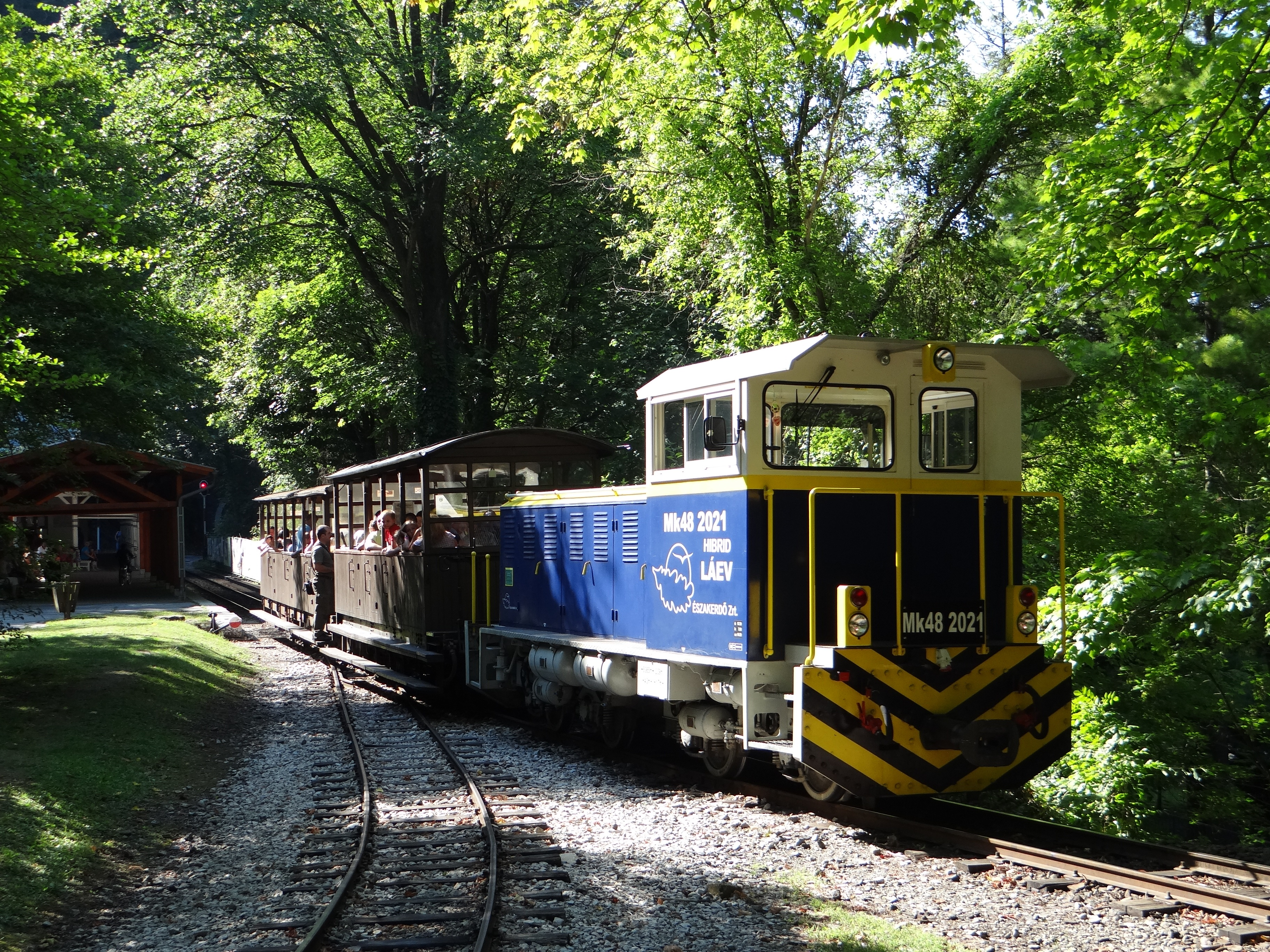
A kisvasút hibrid mozdonya
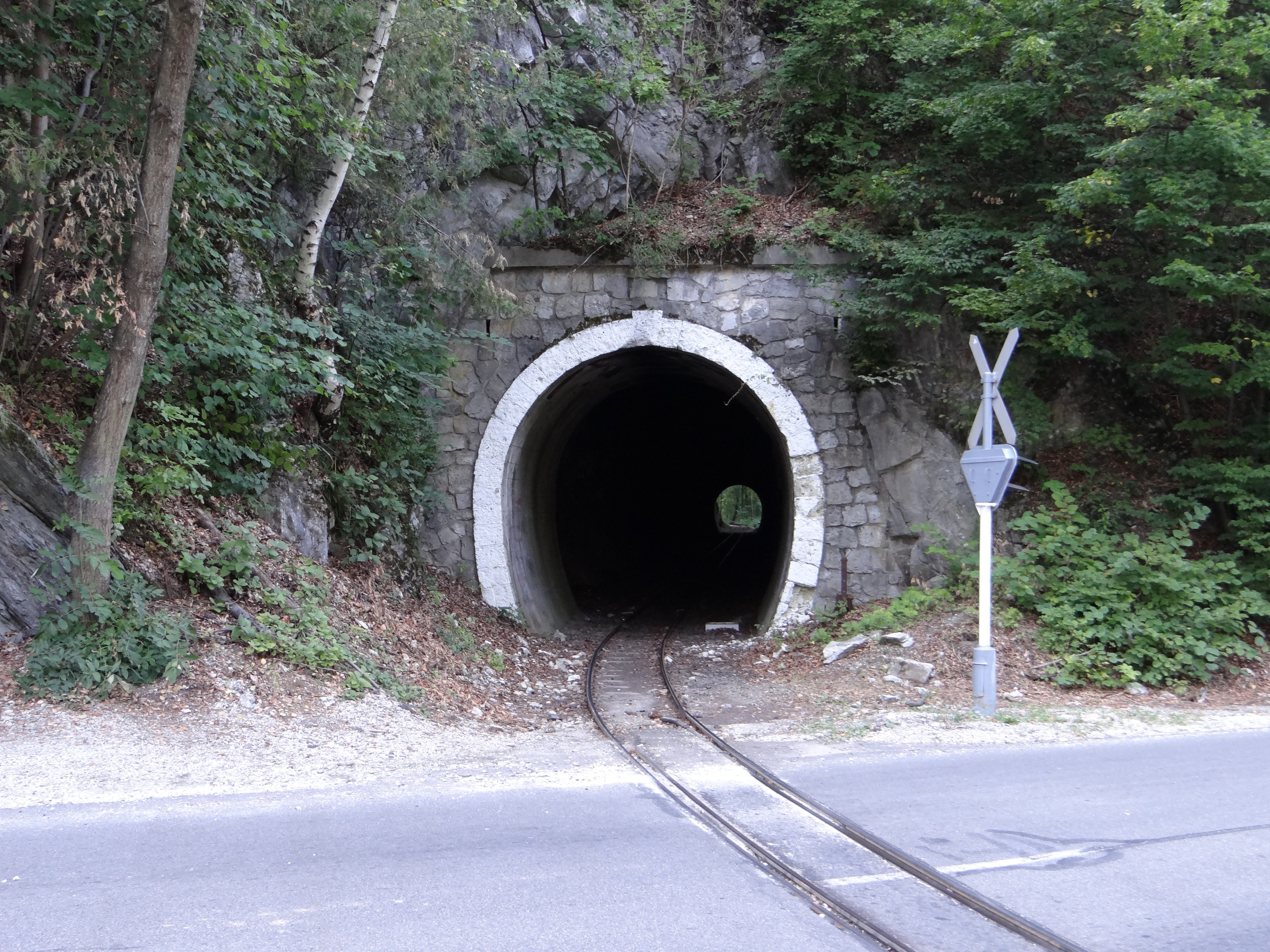
A kisvasút egyik alagútja (118 m hosszú)
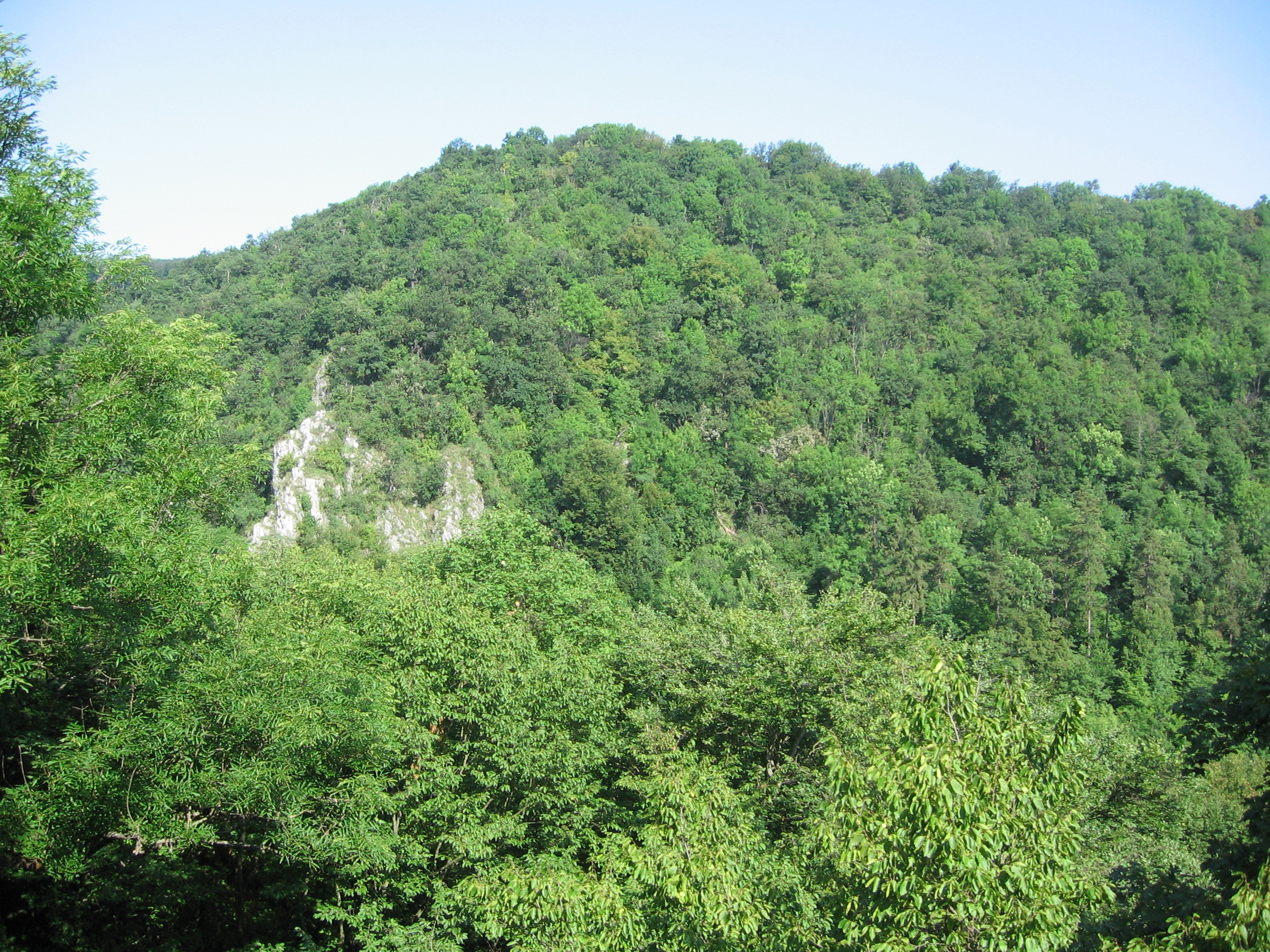
Kilátás a kisvasútból a Mélyvölgyi-hídról
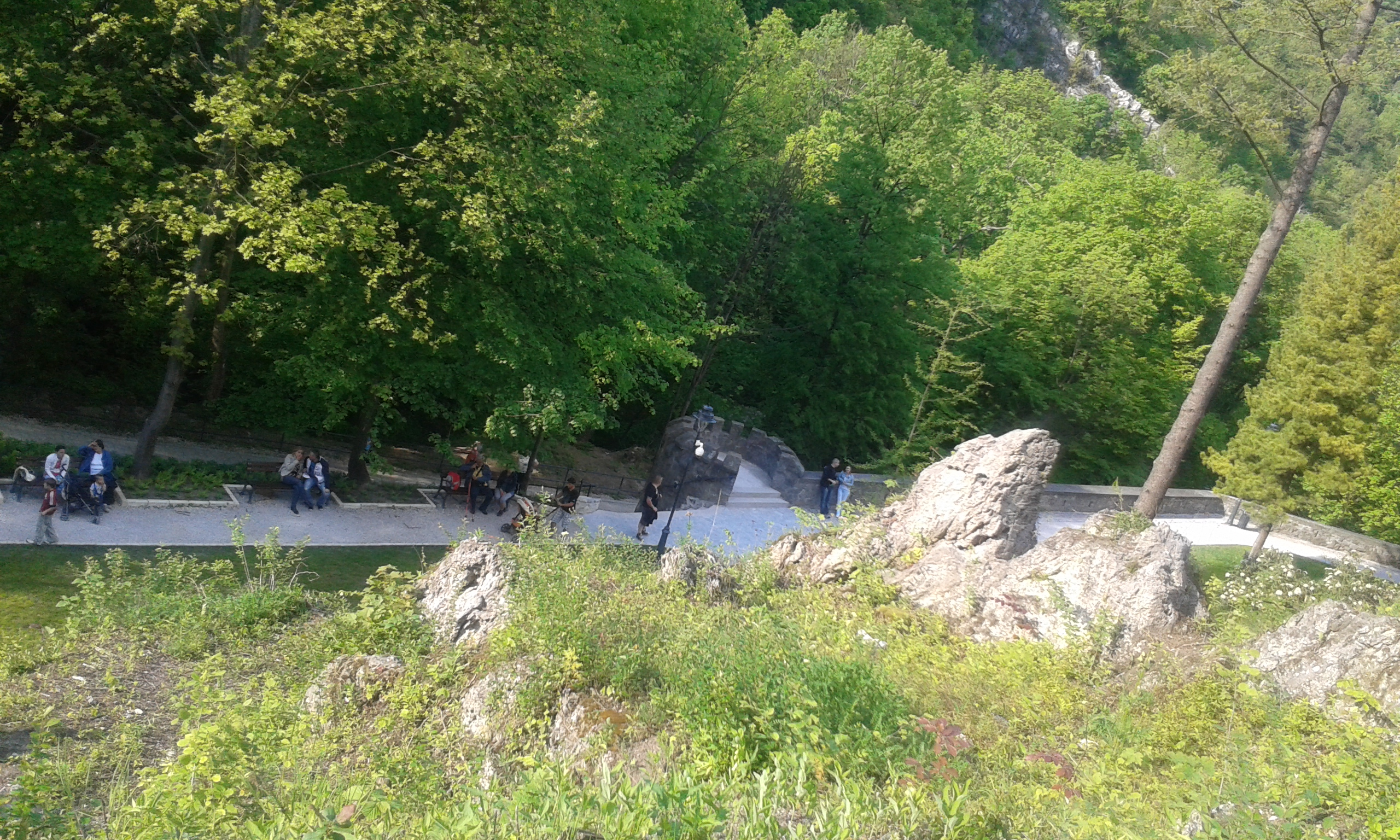
Függőkert
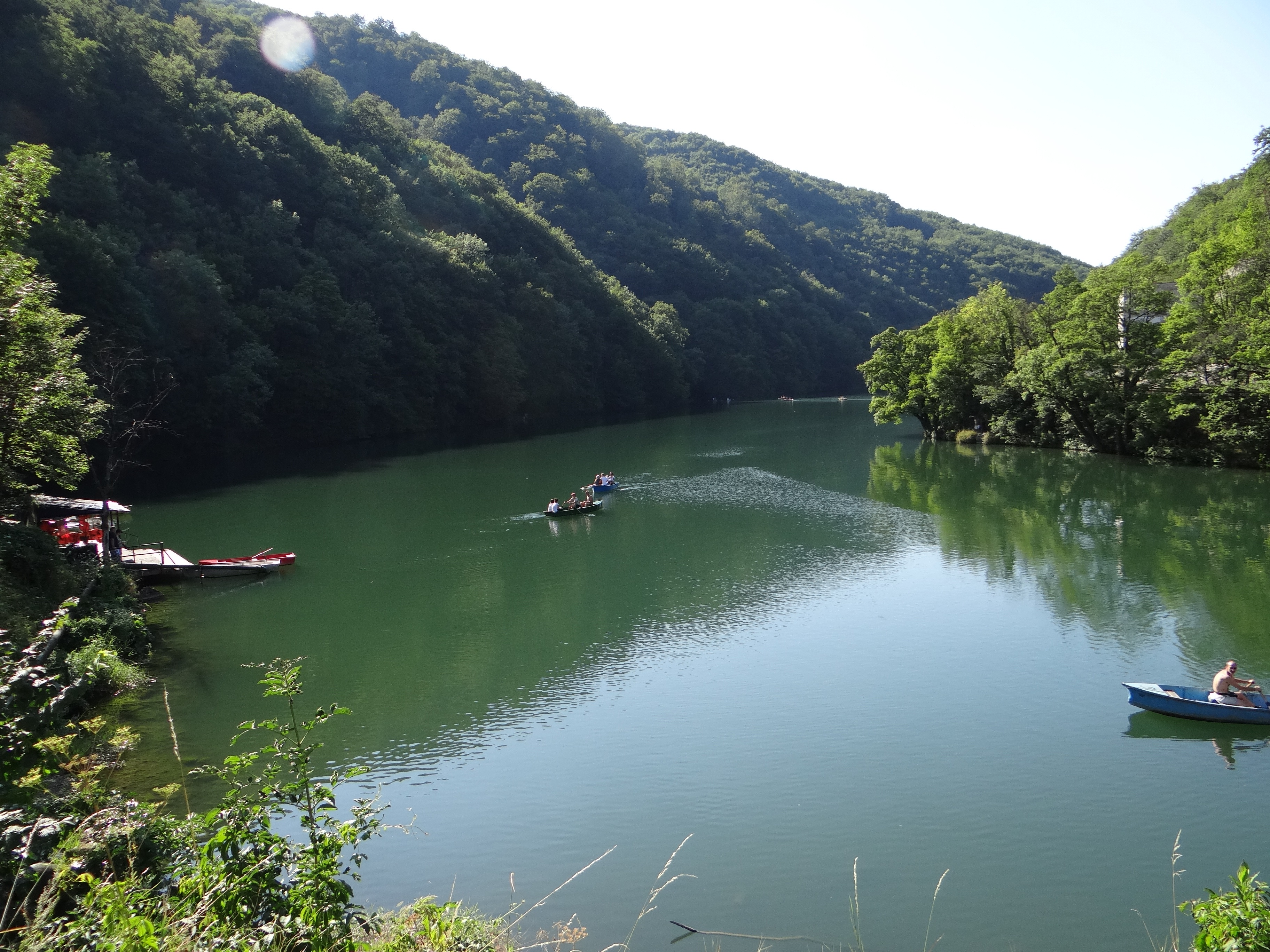
Hámori-tó
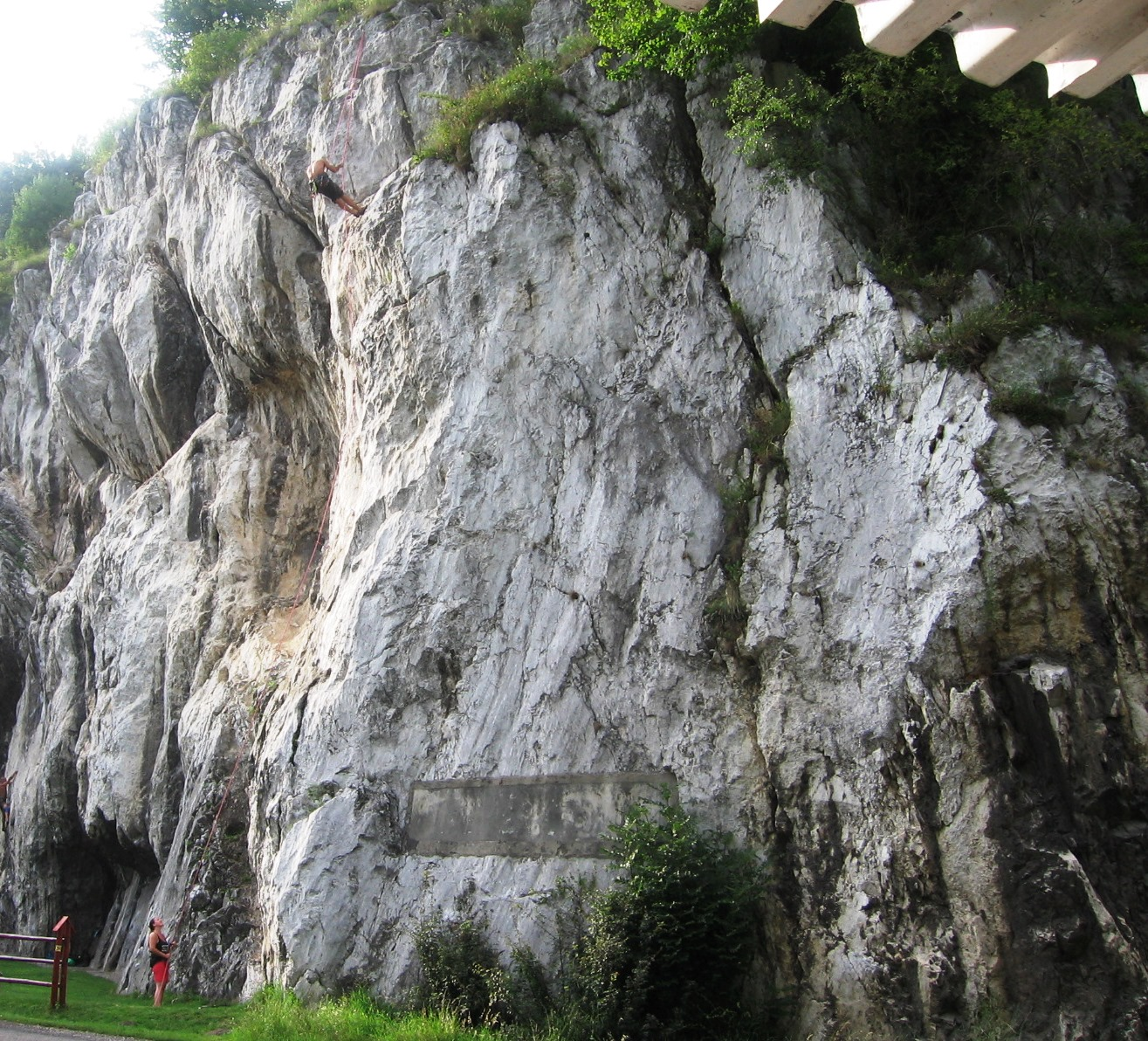
Az egyik sziklafal. A másik is ilyen nagy
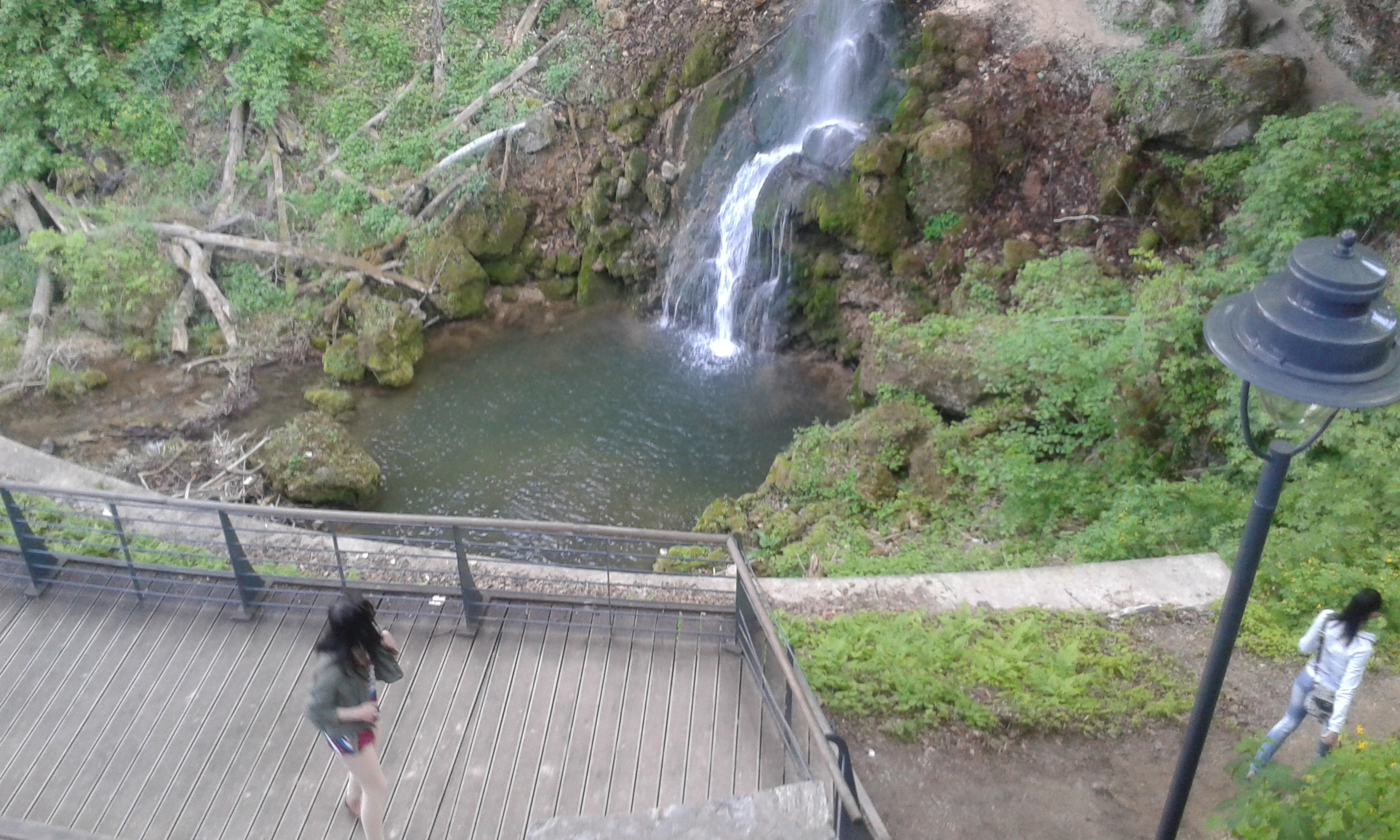
Függőkert és a vízesés
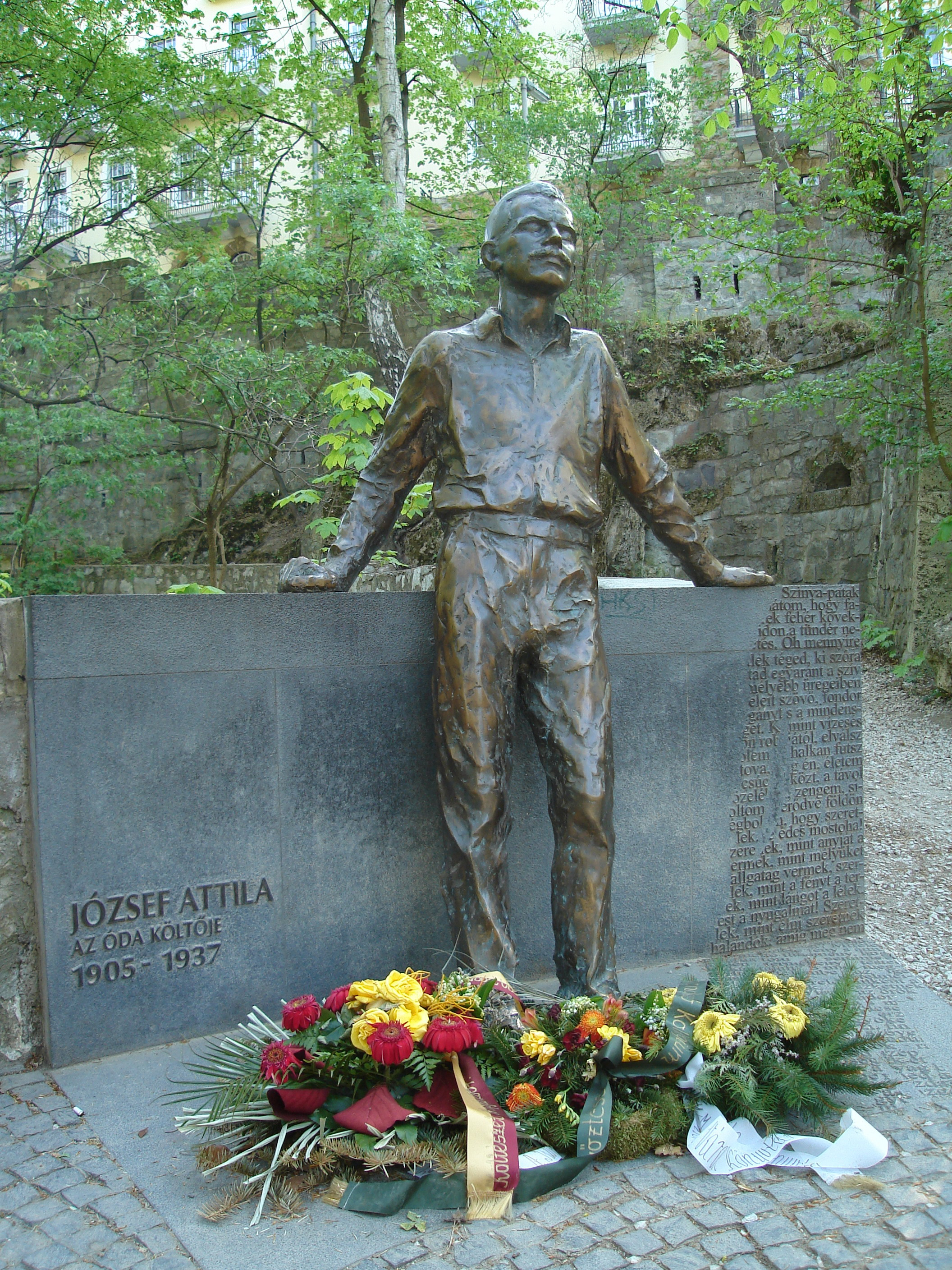
József Attila szobra a vízesés közelében
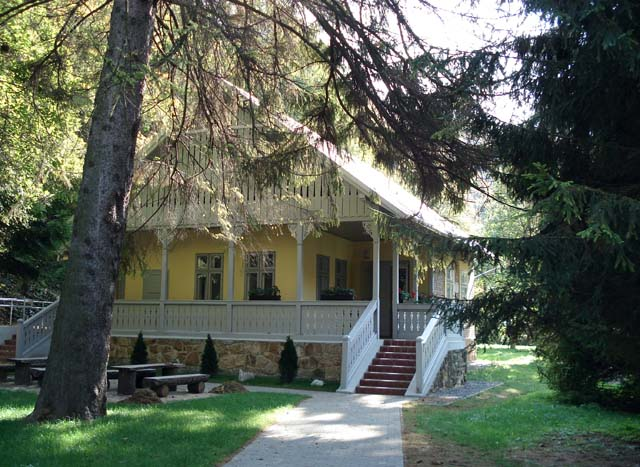
Herman Ottó emlékház
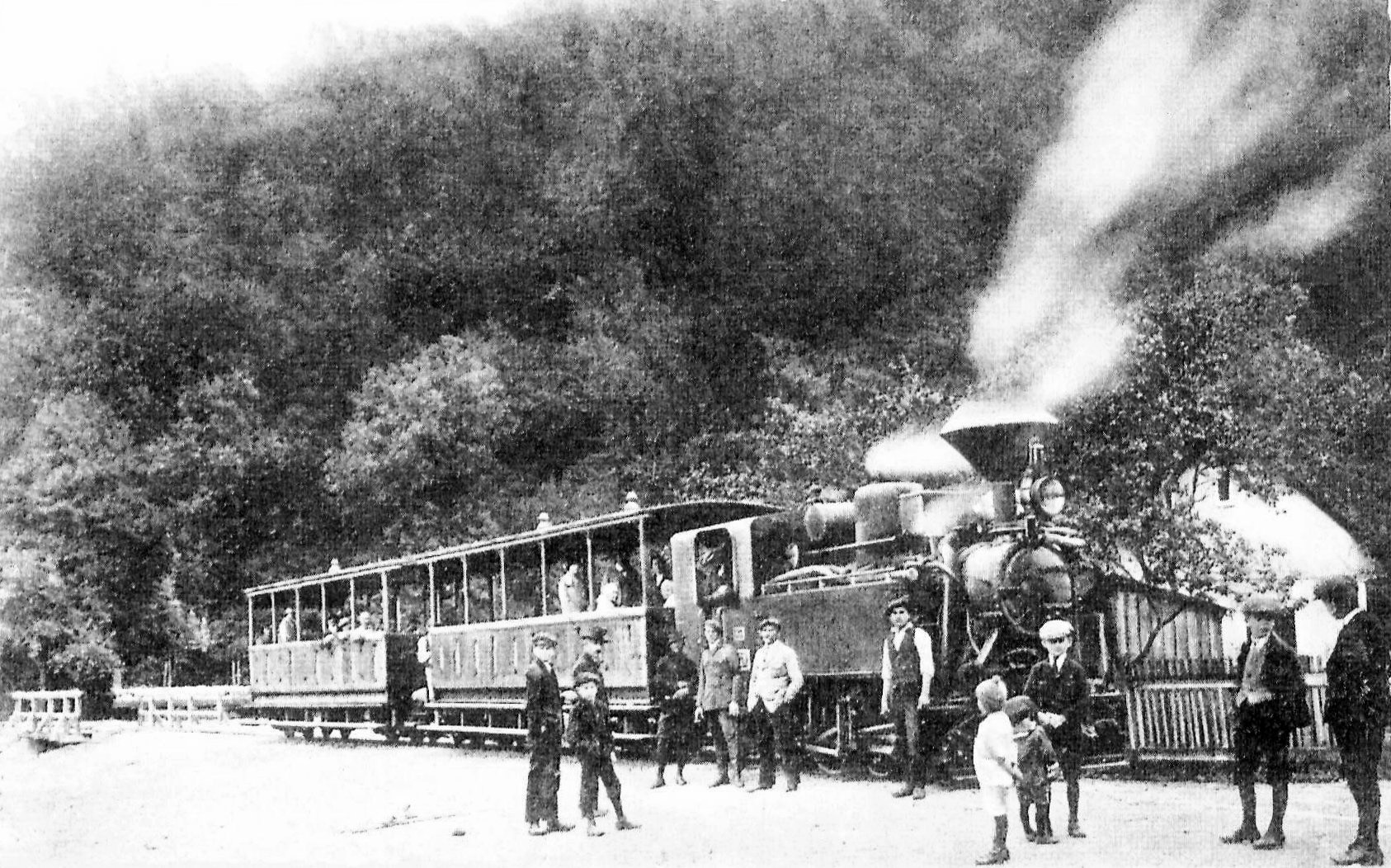
Személyvonat 1928-ban.
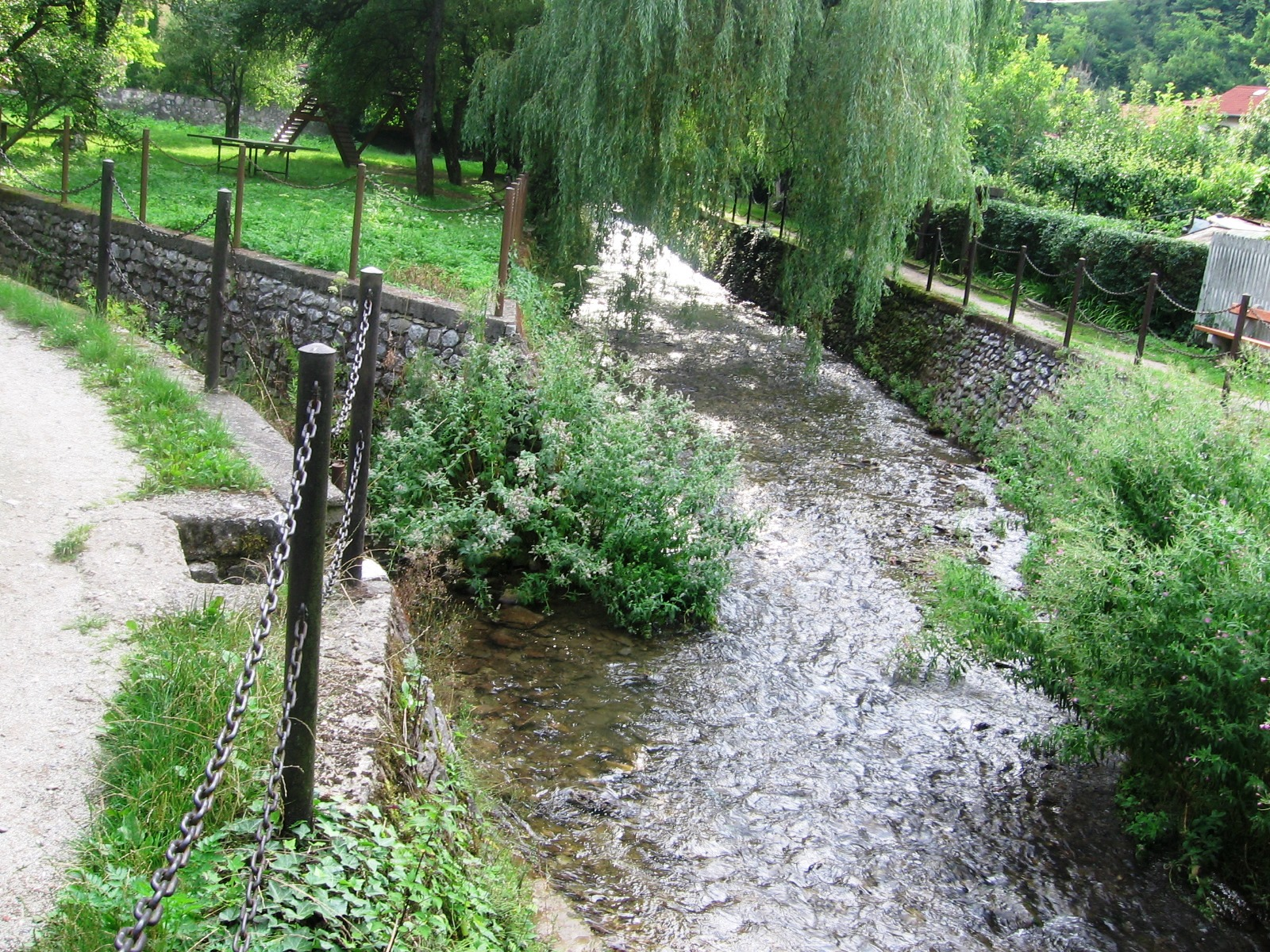
Felsőhámor, a Szinva (bal) és Garadna (jobb) torkolata